# Catalogo Joker
Questa voce riporta il catalogo dei dischi pubblicati dall'etichetta discografica Joker.

## Dischi
La datazione qui riportata si basa sull'etichetta del disco o sulla copertina; qualora nessuno di questi elementi abbia una datazione, è basata sulla numerazione del catalogo; talora è, infine, basata sul codice della matrice di stampa. Se esistenti, sono riportati, oltre all'anno, il mese e il giorno (quest'ultimo dato si trova, a volte, stampato sul vinile).

### LP - Musica Classica Serie SM
LP singoli
| Numero di catalogo | Anno       | Interprete | Titoli                                                                                                |
| ------------------ | ---------- | --- | --- |
| SM 1000            | 1969       | Hanseatic Baroque Orchestra, dir. J. Randolph Jones | Bach: Concerti brandeburghesi n. 1 - 4 - 6                                                            |
| SM 1001            | 1969       | Hanseatic Baroque Orchestra, dir. J. Randolph Jones | Bach: Concerti brandeburghesi n. 2 -3 - 5                                                             |
| SM 1002            | 1969       | Die Berliner Symphoniker, dir. Piero Carli | Rossini - Verdi - Leoncavallo - Mascagni: L'Opera - Pagine Celebri                                    |
| SM 1003            | 1969       | "Pro Musica" Orchestra Sinfonica di Amburgo, dir. Hans Jürgen Walther                                                                                         | Tschaikowsky - Korssakoff - Borodin - Mussorgsky                                                      |
| SM 1004            | 1969       | "Pro Musica" Orchestra Sinfonica di Amburgo, dir. Hans Jürgen Walther                                                                                         | Ravel - Dukas - Saint-Saëns                                                                           |
| SM 1007            | 1967       | Wilhelm Melcher, violino - Die Hamburger Symphoniker, dir. Gabor Ötvös                                                                                        | Bruch - Mendelssohn: Concerti per violino e orchestra                                                 |
| SM 1008            |            | "Pro Musica" Orchestra Sinfonica di Amburgo, dir. Hans Jürgen Walther (*) Orchestra Des Concerts Lamoureux di Parigi, dir. Martinon Sondra Bianca, pianoforte | Tschaikowsky (*) - Franz Liszt: Concerti per pianoforte e orchestra                                   |
| SM 1009            | 1969       | "Pro Musica" Orchestra Sinfonica di Amburgo, dir. Hans Jürgen Walther                                                                                         | Tschaikowsky: Suite da Lo Schiaccianoci e Il Lago dei Cigni                                           |
| SM 1010            |            | Dorling, Krauspe, Walter, Sartorti, Ludzuweit, Alves, Thunemann                                                                                               | Bach: Offerta musicale BWV 1079                                                                       |
| SM 1011            |            | | Suppé - Nicolai - Rossini - Offenbach                                                                 |
| SM 1012            | 8-09-1966  | Die Hamburger Symphoniker, dir. Richard Müller Lampertz (*) Das Norddeusche Symphonie Orchester, dir. J. Randolph Jones                                       | Gershwin: Un americano a Parigi (*), Rapsodia in blu Addinsel: Warschauel konzert                     |
| SM 1013            | 1966       | Hanseatic Baroque Orchestra, dir. J. Randolph Jones | Mozart: Serenata - Händel: Concerto per orchestra                                                     |
| SM 1014            | 1969       | "Pro Musica" Orchestra Sinfonica di Amburgo, dir. Hans Jürgen Walther                                                                                         | Schumann, Boccherini, Chopin e altri: Leise Erklingt Romantische Musik                                |
| SM 1015            |            | Adolf Drescher, pianoforte | Beethoven: Sonate n. 8, 14, 23                                                                        |
| SM 1016            |            | Adolf Drescher, pianoforte | Beethoven: Sonate nr. 30, 32                                                                          |
| SM 1017            |            | Das Norddeutsche Symphonie Orchester, dir. Leon Szalar | Rimskij-Korsakov: Scheherazade                                                                        |
| SM 1018            |            | "Pro Musica" Symphonie Orchester Hamburg, dir. Hans Jürgen Walther Hamburger Symphoniker, dir. Richard Müller-Lampertz (*)                                    | Chabrier - Smetana (*) - Sibelius - Enesco: Paesaggi musicali                                         |
| SM 1019            |            | Das Norddeutsche Symphonie Orchestre, dir. Hans Jürgen Walther                                                                                                | Tschaikowsky: Sinfonia n. 6 op.74 "Patetica" - Beethoven: "Patetica"                                  |
| SM 1020            |            | | Wagner: Opere varie - I Cantori di Norimberga                                                         |
| SM 1021            |            | Wilhelm Melcher, violino; Joseph Gutmann, viola; Michael Frey, violoncello; Heinz Wöllert, contrabbasso; Edmondo Lasheras, pianoforte                         | Schubert: Quintetto "La Trota"                                                                        |
| SM 1022            | 9-11-1965  | | Mozart - Mendelssohn - Chopin                                                                         |
| SM 1023            |            | Wilhelm Melcher, violino - Die Hamburger Symphoniker, dir. von Leon Szalar                                                                                    | Brahms: Concerto per violino e orchestra op. 77 in Re Magg.                                           |
| SM 1024            |            | Eberhard Fölster, organo | Bach: Toccata e fuga in re minore                                                                     |
| SM 1025            |            | Janine Andrade, violino - Die Berliner Symphoniker, dir. J. Randolph Jones                                                                                    | Tschaikowsky: Concerto per violino e orchestra                                                        |
| SM 1026            |            | The Hanseatic Baroque Orchestra, dir. Robert Stehli | Bach: Suite nr. 3 in Re maggiore BWV 1068; Concerto per violino BWV 1043                              |
| SM 1027            |            | "Pro Musica" Orchestra Sinfonica di Amburgo, dir. George Hurst                                                                                                | Peter Tschaikowsky: Sinfonia nr. 5 in Mi minore op. 64                                                |
| SM 1028            |            | Sondra Bianca, pianoforte - Das Hamburger Symphonie Orchester, dir. Arthur Weinberg Das Symphonieorchester Des Norddeutschen Rundfunks, dir. Winfried Zillig  | Schumann: Concerto op. 54 - Sinfonia nr. 4 op. 120                                                    |
| SM 1029            |            | | Vivaldi: Gloria - Corelli: Concerti di Natale                                                         |
| SM 1030            |            | Das Hamburger Kammerorchester, dir. Wilfried Böttcher | Albinoni: Adagio per archi e orchestra in sol minore e altri concerti                                 |
| SM 1031            |            | Dean Hines, pianoforte - Das Norddeutsche Symphonie Orchester, dir. Hans Jürgen Walther                                                                       | Gershwin: Concerto per piano - Porgy and Bess, suite per orchestra                                    |
| SM 1032            |            | Die Hamburger Soloisten, dir. Günther Ludzuweit | Scarlatti - Telemann - Bach - Quartz - Bodin De Boismortier                                           |
| SM 1033            | 17-10-1966 | Das Symphonie Orchester Des Norddeutschen Rundfunks, dir. Hans Schmidt-Isserstedt                                                                             | Brahms: Sinfonia nr. 4 in mi minore op. 98                                                            |
| SM 1034            | 8-06-1966  | Das Norddeutsche Symphonie Orchester, dir. Hans Jürgen Walther (*) Das Symphonie Orchester Dresden, dir. George Byrd                                          | Schubert: Incompiuta (*) - Sinfonia n. 2 e n. 8                                                       |
| SM 1035            |            | | Saint-Saëns - Ponchielli - De Falla                                                                   |
| SM 1036            |            | | Schubert: Quintetto "La Trota"                                                                        |
| SM 1037            |            | | Chopin Concerti per pianoforte e orchestra n. 1                                                       |
| SM 1038            |            | | Haydn: "Militare" - Ouverture "Italiana"                                                              |
| SM 1039            |            | | Shubert - Verdi - Tschaikowsky - Bizet                                                                |
| SM 1040            |            | Maria Varro, pianoforte | Liszt - Smetana - Beethoven - Schumann                                                                |
| SM 1041            |            | | Couperin - Bach                                                                                       |
| SM 1042            |            | | Mozart: Marce in Re maggiore - Divertimento n. 1                                                      |
| SM 1043            |            | | Schumann: Sonata per violino e pianoforte n. 1 e 2                                                    |
| SM 1044            |            | | Boccherini: 6 Sonate per violoncello e pianoforte                                                     |
| SM 1045            |            | | Mozart: Serenata per violino e orchestra n. 3 e 4                                                     |
| SM 1046            |            | | Vivaldi: Cinque concerti per violino e orchestra n. 3, 6 e 12                                         |
| SM 1047            |            | | Bach: Cantata n. 112 e 185                                                                            |
| SM 1048            |            | | Mozart: Danze Tedesche - Marce                                                                        |
| SM 1049            |            | | Mozart: Sinfonia KV 48, KV 74, KV 181 e KV 318                                                        |
| SM 1050            |            | Orquesta Española de conciertos, dir. L. Puigdemont | Albéniz - De Falla - Tárrega - De Sarasate: Spanische Klassiker                                       |
| SM 1051            | 1969       | Orquesta Española de conciertos, dir. L. Puigdemont | Granados - Liszt - Toselli - Breton - Oudrid - Massenet - Schumann - Mozart                           |
| SM 1052            |            | | Albéniz, De Falla, De Visée, Granados: Spanische Gitarren                                             |
| SM 1053            |            | Hans Kempler, violino - Baroque Chamber Ensemble di Amburgo, dir. Marcel Bernard                                                                              | Mozart: Serenata n. 3 per violino e orchestra, KV 185 - Sinfonia n. 8, KV 48 - Sinfonia nr. 10, KV 74 |
| SM 1054            |            | | Bach: L'arte della fuga, 1                                                                            |
| SM 1055            |            | | Bach: L'arte della fuga, 2                                                                            |
| SM 1056            |            | | Beethoven: Concerto n. 5                                                                              |
| SM 1057            |            | | Verdi: Messa da Requiem                                                                               |
| SM 1058            |            | | Vivaldi: Le quattro stagioni                                                                          |
| SM 1059            |            | | Beethoven: Messa in do maggiore op. 86                                                                |
| SM 1060            |            | | Händel - Lentz - Telemann: Concerti                                                                   |
| SM 1061            |            | | Telemann - Boccherini - Stamiz                                                                        |
| SM 1062            |            | Leningrad Philharmonic Orchestra, dir. Leonid Kogan | Mozart - Khrennikov: Concerto per violino e orchestra                                                 |
| SM 1063            |            | | Wagner - Nicolai: I Maestri dell'Ouverture                                                            |
| SM 1064            | 4-10-1967  | | Tschaikowsky: Sinfonia n. 2 "Kleinrussische"                                                          |
| SM 1065            | 1960       | Orchestra Sinf. di Londra: Josef Krips | Beethoven: Symphony n. 1 e 8 in Fa e Do magg.                                                         |
| SM 1066            | 1960       | Orchestra sinf. di Londra: Josef Krips | Beethoven: Symphony n. 2 in Re magg.                                                                  |
| SM 1067            | 1960       | Orchestra sinf di Londra: Josef Krips | Beethoven: Symphony nr. 3 "Eroica"                                                                    |
| SM 1068            | 1960       | Orchestra sinf di Londra: Josef Krips - pf. Maria Varro | Beethoven: Symphony n. 4 - Sonata in Sol magg.                                                        |
| SM 1069            | 1960       | Orchestra Sinfonica di Londra, dir. Josef Krips | Beethoven: Symphony n. 5 op. 67 in do min.                                                            |
| SM 1070            | 1960       | Orchestra Sinfonica di Londra, dir. Josef Krips | Beethoven: Symphony n. 6 op. 68 "Pastorale"                                                           |
| SM 1071            | 1960       | Orchestra Sinfonica di Londra, dir. Josef Krips | Beethoven: Symphony n. 7 op. 92 in La magg.                                                           |
| SM 1074            |            | | Clementi: Sonate per violoncello e pianoforte                                                         |
| SM 1075            |            | Autori Vari | Venezia: Ritratti musicali                                                                            |
| SM 1076            |            | Orchestra da camera genovese, dir. Ivan Polidori | Boccherini: Stabat Mater                                                                              |
| SM 1077            |            | | Bizet, Puccini e altri: Ouvertures celebri                                                            |
| SM 1078            |            | | Bizet: Carmen, suite - L'Arlesiana, suite n. 1 e 2                                                    |
| SM 1079            |            | Dénes Zsigmondy, violino; Anneliese Nissen, pianoforte | Beethoven: Sonata per violino op.47 "Kreutzer" e op. 24 "La Primavera"                                |
| SM 1080            |            | Sviatoslav Richter | Pianisti celebri - Sviatoslav Richter, Volume 1                                                       |
| SM 1081            |            | David Oistrakh | Violinisti celebri - David Oistrakh, Volume 1                                                         |
| SM 1082            |            | David Oistrakh | Violinisti celebri - David Oistrakh, Volume 2                                                         |
| SM 1083            |            | David Oistrakh | Violinisti celebri - David Oistrakh, Volume 3                                                         |
| SM 1084            |            | Sviatoslav Richter | Pianisti celebri - Sviatoslav Richter, Volume 2                                                       |
| SM 1085            |            | Sviatoslav Richter | Pianisti celebri - Sviatoslav Richter, Volume 3                                                       |
| SM 1086            | 1967       | Bamberger Symphoniker, dir. Heinrich Hollreiser | Brahms: Sinfonia nr. 1 in do min. op. 68                                                              |
| SM 1087            | 1971       | Das Wiener Tonkünstler Orchestra, dir. Georg Singer | Smetana: La Moldava - Dvorak: Danze Slave 1-7                                                         |
| SM 1088            | 1971       | Orchester Der Wiener Volksoper, dir. Heinz Sandauer | Toselli, Peter Tschaikowsky e altri: Musica Magica                                                    |
| SM 1089            |            | | Tschaikowsky: La bella addormentata                                                                   |
| SM 1090            | 1971       | Eberhard Fölster, organo | Bach: Toccata e Fuga in re min. BWV 565                                                               |
| SM 1091            | 1971       | Wladimir d'Orves, pianoforte | Chopin: Polacca n. 1-3; Mazurka n.17; Studio n.4; Valzer n. 6-11; Scherzo n.3; Notturno n.4           |
| SM 1092            |            | Wladimir d'Orves, pianoforte | Chopin: Andante spianato e grande Polacca                                                             |
| SM 1093            |            | | Paganini - Debussy: Il violino virtuoso                                                               |
| SM 1094            |            | | Wagner - Donizetti: Cori da Opere celebri                                                             |
| SM 1095            | 1971       | Eberhard Fölster, organo | Bach: Variazioni Corali BWV 768 & 766 - Preludio e fuga in re min BWV 538                             |
| SM 1096            |            | | Schubert - Strauss: L'intramontabile Vienna                                                           |
| SM 1097            |            | | Händel - Mozart: Famose arie da Opere                                                                 |
| SM 1098            |            | | Grieg: Suite n. 2 op. 55 - n. 1 op. 46                                                                |
| SM 1099            |            | Beniamino Gigli | Beniamino Gigli: Le grandi voci del passato                                                           |
| SM 1100            |            | | Pergolesi: La serva padrona                                                                           |
| SM 1101            |            | Orchestra Sinfonica "Pro Musica" di Amburgo, dir. Walter Martin                                                                                               | Giuseppe Verdi: Rigoletto                                                                             |
| SM 1102            |            | | Giuseppe Verdi: La traviata - Volume 1                                                                |
| SM 1103            |            | | Giuseppe Verdi: La traviata - Volume 2                                                                |
| SM 1104            |            | | Gioachino Rossini: Il Barbiere di Siviglia                                                            |
| SM 1105            |            | | Giuseppe Verdi: Il trovatore                                                                          |
| SM 1106            |            | | Giuseppe Verdi: Nabucco - Volume 1                                                                    |
| SM 1107            |            | | Giuseppe Verdi: Nabucco - Volume 2                                                                    |
| SM 1108            |            | | Mozart: Don Giovanni                                                                                  |
| SM 1109            |            | | Giacomo Puccini: Madama Butterfly                                                                     |
| SM 1110            |            | Autori vari | L'Opera Lirica: Pagine immortali                                                                      |
| SM 1111            |            | | Liszt: Concerto per pianoforte                                                                        |
| SM 1112            |            | Enrico Caruso | Enrico Caruso: Arie da Opere - Volume 1                                                               |
| SM 1113            |            | Enrico Caruso | Enrico Caruso: Arie da Opere - Volume 2                                                               |
| SM 1114            |            | Enrico Caruso | Enrico Caruso: Arie da Opere - Volume 3                                                               |
| SM 1115            |            | Fedor Schaljapin | Fedor Schaljapin: Arie da Opere - Volume 1                                                            |
| SM 1116            |            | Fedor Schaljapin | Fedor Schaljapin: Arie da Opere - Volume 2                                                            |
| SM 1117            |            | Fedor Schaljapin | Fedor Schaljapin: Arie da Opere e Canti Popolari - Volume 3                                           |
| SM 1118            |            | | Donizetti - Verdi - Mozart: Antologia Lirica                                                          |
| SM 1119            | 1971       | Orchestra Filarmonica di New York, dir. Arturo Toscanini | Toscanini dirige Beethoven: Sinfonia n. 7                                                             |
| SM 1183            |            | Walter Gieseking | I grandi pianisti - Walter Gieseking suona Rubinstein, Debussy, Grieg                                 |
| SM 1120            |            | | Mozart: Sinfonia n. 40 in Sol minore KV 550                                                           |
| SM 1121            |            | | Vivaldi: 1º concerto per violino                                                                      |
| SM 1122            |            | Amelita Galli-Curci | Amelita Galli-Curci: Great Voices of the Century                                                      |
| SM 1123            |            | Jascha Heifetz | The Young Jascha Heifetz: Violin Recital                                                              |
| SM 1124            |            | | Tschaikowsky: Sinfonia n. 3 in Do maggiore                                                            |
| SM 1125            |            | Kurt Rapf, organo del Duomo di Linz | Brahms - Liszt: Brani per organo                                                                      |
| SM 1126            |            | Orchestra sinfonica "Pro Musica", dir. Robert Ashley | Mahler: Sinfonia n. 5 - Volume 1                                                                      |
| SM 1127            |            | Orchestra sinfonica "Pro Musica", dir. Robert Ashley | Mahler: Sinfonia n. 5 - Volume 2                                                                      |
| SM 1128            |            | Autori Vari - Interpreti Vari | Il balletto - Capolavori musicali                                                                     |
| SM 1129            |            | Denes Zsigsmondy | Composizioni di Dvorak                                                                                |
| SM 1130            |            | Autori Vari - Interpreti Vari | Maestri del flauto e della chitarra                                                                   |
| SM 1131            |            | Autori Vari - Interpreti Vari | Delibes: Balletti Immortali                                                                           |
| SM 1132            |            | Autori Vari - Interpreti Vari | Mozart - Calace: Il mandolino virtuoso                                                                |
| SM 1133            |            | Autori Vari - Interpreti Vari | Rossini - Verdi: Ouvertures celebri                                                                   |
| SM 1134            | 1970       | Collegium Musicum Mediolanensis | Tommaso Albinoni: Adagio per archi ed organo in sol min.                                              |
| SM 1135            |            | Interpreti Vari | Franz Schubert: Opera Postuma                                                                         |
| SM 1136            |            | Interpreti Vari - Autori Vari | Anonimo Veneziano                                                                                     |
| SM 1137            |            | Interpreti Vari - Autori Vari | Kalbrenner - Czerny: I Preromantici                                                                   |
| SM 1138            |            | Autori Vari - Interpreti Vari | Arancia meccanica - Musiche dal film                                                                  |
| SM 1139            |            | Royal Danish Orchestra, dir. Joseph Kreutzer | Mahler: Sinfonia n.1 in Re magg.                                                                      |
| SM 1140            |            | Adolf Drescher, pianoforte | Beethoven: Sonate n. 8, 14, 23, 30 & 32                                                               |
| SM 1141/2          | 1981       | Kurpfälzische Kammerorchester, dir. Wolfgang Hofmann | Bach: L'arte della fuga                                                                               |
| SM 1143            | 1972       | Interpreti vari | Le grandi opere liriche, vol. 2                                                                       |
| SM 1144            | 1972       | Interpreti vari | Le grandi opere liriche, vol. 3                                                                       |
| SM 1145            | 1972       | Interpreti vari | Le grandi opere liriche, vol. 4                                                                       |
| SM 1146            | 1972       | Interpreti vari | Le grandi opere liriche, vol. 5                                                                       |
| SM 1147            | 1972       | Interpreti vari | Le grandi opere liriche, vol. 6                                                                       |
| SM 1149            |            | Paul Procopolis, pianoforte | Chopin: Les Preludes                                                                                  |
| SM 1162/2          | 1968       | London Symphony Orchestra - dir. Josef Krips | Beethoven: Symphony No. 9 - Credo dalla messa in do magg op 86                                        |
| SM 1173            |            | | Giacomo Puccini: Selezione dall'opera Tosca                                                           |
| SM 1245            | 1972       | Andrés Segovia | Segovia plays Bach                                                                                    |
| SM 1254            | 1972       | The London Philharmonic Orchestra, dir. René Leibowitz | Rossini-Respighi: La boutique fantasque                                                               |
| SM 1259            | 1981       | Eberhard Fölster, organo | Bach: Toccata e fuga in re minore                                                                     |
| SM 1261            | 1981       | The Hamburg Chamber Orchestra, dir. Wilfried Böttche | Vivaldi: Le Quattro Stagioni                                                                          |
| SM 1264            |            | The London "Pro Musica" Symphony Orchestra, dir. Walter Richter                                                                                               | Beethoven: Sinfonia n.3 "Eroica"                                                                      |
| SM 1265            |            | Orchester der Wiener Volksoper, dir. Eduard van Lindenberbg                                                                                                   | Beethoven: Sinfonia n.5                                                                               |
| SM 1266            |            | The London "Pro Musica" Symphony Orchestra, dir. Walter Richter                                                                                               | Beethoven: Sinfonia n.6 "Pastorale"                                                                   |
| SM 1267            |            | Orchestra Wiener Volksoper, dir. Cohn Weiss | Strauss: Concerto di Capodanno                                                                        |
| SM 1268            |            | Das grosse Wiener Promenadenorchester, dir. Heinz Neubrand | Strauss: Tempo di valzer                                                                              |
| SM 1269            |            | Philharmonische Yereinigung, dir. Kurt Zimmermann; Ivan Cerkov, violino                                                                                       | Beethoven: Per Elisa - Romanza per violino e orchestra - Al chiaro di luna                            |
| SM 1282            |            | Maria Callas | Cherubini, Verdi, Puccini: Recital 5                                                                  |
| SM 1289            | 1981       | Orchestra Süddeutsche Philharmonie, dir. Hans Swarowski | Stravinskij: Petruška (Suite Dal Balletto)                                                            |
| SM 1294            |            | Orchester der Wiener Volkoper, dir. Edouard von Remoortel | Ravel: Bolero - La Valse - Pavane pour une infante défunte                                            |
| SM 1297            | 1982       | Renata Tebaldi | Recital                                                                                               |
| SM 1304            | 1982       | Wiener Symphonisches Orchester, dir. Kurt Wöss (A); Orchester der Wiener Musikgesellschaft, dir. Eduard von Remoortel (B)                                     | Ciaikovski: 1812 Ouverture, Capriccio Italiano                                                        |
| SM 1309            | 1982       | Orchestra Sinfonica di Vienna, dir. Dean Dixon; Vivian Rivkin, pianoforte                                                                                     | Gershwin: Un americano a Parigi - Rapsodia in blu                                                     |
| SM 1313            | 1983       | Peoples Opera Orchestra di Vienna, dir. Hans Hagen & Heinz Sandauer                                                                                           | Jacques Offenbach: Can Can                                                                            |
| SM 1315            | 1983       | Berliner Philharmoniker, dir. Herbert von Karajan | Mozart: Jupiter - Haffner (registrazione storica dal vivo)                                            |
| SM 1318            | 1983       | Luciano Pavarotti | Puccini: La Bohème (Selezione)                                                                        |
| SM 1337            | 1984       | Berliner Philharmoniker, dir. Herbert von Karajan | Beethoven: Symphony No.3 "Eroica" (registrazione storica dal vivo)                                    |

### LP - Musica Classica Serie ALSM
LP doppi
| Numero di catalogo | Anno | Interprete            | Titoli                                                  |
| ------------------ | ---- | --------------------- | ------------------------------------------------------- |
| ALSM 200           |      | Johann Sebastian Bach | Bach: Concerti brandeburghesi nr. 1 - 2 - 3 - 4 - 5 - 6 |
| ALSM 201           |      | Ludwig van Beethoven  | Beethoven: Sinfonia nr. 9                               |
| ALSM 202           |      | Ludwig van Beethoven  | Beethoven: Sonata nr. 23 - 2 - 8 - 14 - 30 - 32         |
| ALSM 203           |      | Johann Sebastian Bach | Bach: The Art of Fugue - (L'arte della fuga)            |
| ALSM 204           |      | Ludwig van Beethoven  | Symphony nr. 9 - Credo from Mass in C op. 86            |

### LP - Serie SM (parte 1)
LP singoli
| Numero di catalogo | Anno            | Interprete                                            | Titoli |
| ------------------ | --------------- | ----------------------------------------------------- | --- |
| SM 3000            |                 | Interpreti vari: Celebri flamenco                     | Fiesta flamenca                                                                                                 |
| SM 3001            |                 | Interpreti vari                                       | Marce Militari - Volume 1                                                                                       |
| SM 3002            |                 | Pic & Bill                                            | Soul Music |
| SM 3003            |                 | Interpreti Vari                                       | I celebri valzer di Strauss 1825 - 1899                                                                         |
| SM 3004            |                 | Interpreti vari                                       | Marce Americane                                                                                                 |
| SM 3005            | Ristampa 1970   | Artisti vari                                          | The Guitar greats - Volume 1                                                                                    |
| SM 3006            |                 | Artisti vari                                          | Felice Natale                                                                                                   |
| SM 3007            |                 | Artisti vari - Interpreti Vari                        | Il favoloso West - Super Sonic Strings                                                                          |
| SM 3008            | 1967            | Artisti vari                                          | Canti del Far West - Volume 1                                                                                   |
| SM 3009            | Ristampa 1970   | George Gershwin                                       | Un americano a Parigi - Rapsodia in blu                                                                         |
| SM 3010            |                 | Autori vari - Interpreti Vari                         | I grandi del banjo: The banjo greats - Volume 1                                                                 |
| SM 3011            |                 | Autori vari - Interpreti Vari                         | I classici del jazz - The Straw Hatters                                                                         |
| SM 3012            | Ristampa 1970   | The Shining Strings                                   | The George Gershwin melodies                                                                                    |
| SM 3013            | 1966            | Autori vari - Interpreti Vari                         | Successi Internazionali: piano e orchestra                                                                      |
| SM 3014            | 1966            | Autori vari - Interpreti Vari                         | Il favoloso Dixieland                                                                                           |
| SM 3015            | 1966            | The Surrey Strings                                    | Made in Spain                                                                                                   |
| SM 3016            |                 | Autori vari - Interpreti Vari                         | Musiche da Films                                                                                                |
| SM 3017            | 1966            | The Dieuzy's Dixieland Band                           | The Dixieland Special                                                                                           |
| SM 3018            |                 | Autori vari - Interpreti Vari                         | Successi Internazionali: Il dottor Živago                                                                       |
| SM 3019            | 1967            | Artisti vari                                          | Canti del Far West - Volume 2                                                                                   |
| SM 3020            | 1967            | Autori vari - Interpreti Vari                         | I grandi del banjo: The banjo greats - Volume 2                                                                 |
| SM 3021            | 1967            | Artisti vari                                          | Marce Tedesche                                                                                                  |
| SM 3022            | 1967            | Autori vari                                           | La Cetra magica di Anton Karas                                                                                  |
| SM 3023            | 1967            | Artisti vari                                          | America: La storia del folklore americano                                                                       |
| SM 3024            | 1967            | Jack Elliott & Derroll Adams                          | Riding in Folkland                                                                                              |
| SM 3025            | 1967            | Artisti vari - Autori Vari                            | Broadway melodies                                                                                               |
| SM 3026            | 1967            | Artisti vari - Autori Vari                            | Flamenco |
| SM 3027            | 1967            | Artisti vari - Autori Vari                            | Pasodobles Y Castanuelas                                                                                        |
| SM 3028            | 1967            | Artisti vari                                          | Juerga Gitana                                                                                                   |
| SM 3029            | 1967            | Len Mecer und Sein Streicherorchester                 | Souvenir d'Italie - Celebri Canzoni Italiane                                                                    |
| SM 3030            | 1967            | Artisti vari - Autori Vari                            | Rhythm & Blues with M. Hemmingson                                                                               |
| SM 3031            |                 | Enzo Jannacci                                         | Enzo Jannacci. 12 celebri canzoni                                                                               |
| SM 3032            | 1967            | Artisti vari - Autori Vari                            | Far West songs                                                                                                  |
| SM 3033            | 1967            | Artisti vari - Autori Vari                            | Marechiare: Mandolini Napoletani                                                                                |
| SM 3034            | 1967            | Chet Baker                                            | Sextet & Quartet                                                                                                |
| SM 3035            | 1967            | Chet Baker                                            | Sings & Plays                                                                                                   |
| SM 3036            | 1967            | Bud Shank with Len Mercer & his strings               | I'll take romance - The modern jazz Volume 2                                                                    |
| SM 3037            |                 | Enzo Jannacci                                         | La Milano di Enzo Jannacci                                                                                      |
| SM 3038            |                 | Artisti vari - Autori Vari                            | Jazz traditional                                                                                                |
| SM 3039            |                 | Artisti vari - Autori Vari                            | Felice Natale - Organo e cori                                                                                   |
| SM 3040            | 1969            | Gabriella Ferri                                       | Roma mia bella                                                                                                  |
| SM 3041            | 1969            | Gabriella Ferri                                       | Roma canta |
| SM 3042            | 1969            | Autori Vari - Interpreti Vari                         | Jodler e Canti delle Alpi Bavaresi                                                                              |
| SM 3043            | 1969            | Autori Vari - Interpreti Vari                         | Mandolini Napoletani                                                                                            |
| SM 3044            | 1969            | Autori Vari - Interpreti Vari                         | Folk e Western songs                                                                                            |
| SM 3045            | 1969            | Autori Vari - Interpreti Vari                         | Tramonto Hawaiano                                                                                               |
| SM 3046            | 1969            | Autori Vari - Interpreti Vari                         | Bob Callaghan Orchestra: Trumpet a go-go                                                                        |
| SM 3047            | 1969            | Autori Vari - Interpreti Vari                         | Bob Callaghan Orchestra: Sax a go-go                                                                            |
| SM 3048            | 1969            | Autori Vari - Interpreti Vari                         | A taste of beat                                                                                                 |
| SM 3049            | 1970            | George Saxon                                          | Un saxofono nel mondo                                                                                           |
| SM 3050            |                 | Maurizio                                              | 12 grandi successi                                                                                              |
| SM 3051            |                 | Autori Vari - Interpreti Vari                         | Spagna: Viaggio Musicale                                                                                        |
| SM 3052            | 1970            | Louis Armstrong                                       | Louis Armstrong Original Recordings 1936 - 1939                                                                 |
| SM 3053            | 1970            | Bing Crosby                                           | Bing Crosby: The Jazzin' 1927 - 1938                                                                            |
| SM 3054            |                 | Ella Fitzgerald                                       | The best of Ella Fitzgerald                                                                                     |
| SM 3055            |                 | Frank Sinatra                                         | The young Frank Sinatra                                                                                         |
| SM 3056            |                 | Duke Ellington                                        | The best of Duke Ellington - 1939-1942                                                                          |
| SM 3057            | 1970            | Benny Goodman                                         | Swingin' with Benny Goodman - Un saxofono nel mondo                                                             |
| SM 3058            | 1970            | Harry James & his Orchestra                           | Swingin' with Harry James - I giganti del Jazz                                                                  |
| SM 3059            | 1970            | Woody Herman & his Orchestra                          | Jumpin' with Woody Herman First Heard                                                                           |
| SM 3060            | 1970            | Glenn Miller & his Orchestra                          | Glenn Miller & his Orchestra                                                                                    |
| SM 3061            | 1970            | B. Brecht e K. Weill                                  | L'opera da tre soldi                                                                                            |
| SM 3062            | 1970            | Tommy Dorsey                                          | Thwe Swingin' Sentimental Gentleman Tommy Dorsey - I giganti del Jazz                                           |
| SM 3063            |                 | Enzo Jannacci                                         | Enzo Jannacci in teatro - L'Armando                                                                             |
| SM 3064            |                 | Enzo Jannacci                                         | Sei minuti all'alba                                                                                             |
| SM 3065            | 1970            | Autori Vari                                           | Early Freeman: Non-Stop Evergreens                                                                              |
| SM 3066            | 1971            | Cave Stompers                                         | New Orleans Jazz                                                                                                |
| SM 3067            | 1971            | Autori Vari - Interpreti vari                         | The Tijuana sound                                                                                               |
| SM 3068            | 1971            | Autori Vari                                           | Orchestra di J. Perez: Tanghi Argentini                                                                         |
| SM 3069            | 1971            | Autori Vari - Interpreti Vari                         | Classici Spagnoli                                                                                               |
| SM 3070            | 1971            | Autori Vari                                           | The Blue Hawaiians: Blue Hawai                                                                                  |
| SM 3071            | 1971            | Sam Lightnin' Hopkins                                 | Il Blues |
| SM 3072            | 1971            | George Lewis                                          | George Lewis's Ragtime Band                                                                                     |
| SM 3073            | 1971            | Autori Vari - Interpreti Vari                         | Vamos a Bailar: Fiesta sudamericana                                                                             |
| SM 3074            | 1971            | Earl Hines                                            | Earl Hines: Concert - Jazz History                                                                              |
| SM 3075            | 1971            | Sammy Price                                           | Sammy Price: Piano solos - Jazz History                                                                         |
| SM 3076            | 1971            | Autori Vari - Esecutori Vari                          | Great Blues singers                                                                                             |
| SM 3077            | 1971            | Fletcher Henderson                                    | Fletcher Henderson - Jazz History                                                                               |
| SM 3078            | 1971            | Sidney Bechet                                         | Sidney Bechet: Memorial set - Volume 1                                                                          |
| SM 3079            | 1971            | Sidney Bechet                                         | Sidney Bechet: Memorial set - Volume 2                                                                          |
| SM 3080            | 1971            | Fats Waller                                           | Fats Waller: Organ - Piano                                                                                      |
| SM 3081            | 1971            | Duke Ellington                                        | Duke Ellington & his Orchestra 1928 - 1933 - (History of Jazz)                                                  |
| SM 3082            | 1971            | Louis Armstrong                                       | Louis Armstrong & his Orchestra 1944 - 1945 - (History of Jazz)                                                 |
| SM 3083            | 1971            | Count Basie                                           | Count Basie & his Orchestra at Savoy Ballroom 1937 - 1944 (History of Jazz)                                     |
| SM 3084            | 1971            | Autori Vari - Esecutori Vari                          | Swing Music: fron the Southland Cafè, Boston                                                                    |
| SM 3085            | 1971            | Kid Ory e Jimmie Noone                                | Kid Ory e Jimmie Noone - (History of Jazz)                                                                      |
| SM 3086            | 1971            | Fats Waller                                           | Fats Waller - (History of Jazz)                                                                                 |
| SM 3087            | 1971            | Bix Beiderbecke & the Wolverines                      | Bix Beiderbecke & the Wolverines - La Storia del Jazz                                                           |
| SM 3088            | 1971            | Muggsy Spanier & Frank Teschemaker And the Chicagoans | Muggsy Spanier & Frank Teschemaker And the Chicagoans                                                           |
| SM 3089            | 1971            | King Oliver                                           | King Oliver's Creole Jazz Band - 1923 - History of Jazz                                                         |
| SM 3090            | 1971            | Sidney Bechet                                         | Sidney Bechet: 1940 - History of Jazz                                                                           |
| SM 3091            | 1971            | Jelly Roll Morton                                     | La Storia del Jazz                                                                                              |
| SM 3092            | 1971            | Autori Vari - Esecutori Vari                          | New Orleans Rhythm Kings 1923 (History of Jazz)                                                                 |
| SM 3093            | 1971            | Fats Waller                                           | Young Fats Waller - La storia del Jazz                                                                          |
| SM 3094            | 1971            | Albert Ammons - Lewis - James P. Johnson              | Ammons - Lewis - Johnson: Boogie Woogie 1938-30 Vol. 1                                                          |
| SM 3095            | 1971            | Autori Vari - Esecutori Vari                          | New Orleans Legends - History of Jazz                                                                           |
| SM 3096            | 1971            | Autori Vari - Esecutori Vari                          | Jack Teagarden - Pee Wee Russell (History of Jazz)                                                              |
| SM 3097            | 1971            | Scott Joplin                                          | Ragtime king - Original rags                                                                                    |
| SM 3098            | 1971            | Artisti vari                                          | Great Blues Singers                                                                                             |
| SM 3099            | 1971            | Ella Fitzgerald e Louis Armstrong                     | Ella Fitzgerald e Louis Armstrong                                                                               |
| SM 3100            | 1971            | Autori Vari - Esecutori Vari                          | Henry Allen & his orchestra                                                                                     |
| SM 3101            | 1971            | Jimmy Yancey Piano solos                              | La Storia del Jazz                                                                                              |
| SM 3102            | 1971            | Doc Hook and his Dreamland Orchestra - volume 2       | Chicago - La storia del Jazz                                                                                    |
| SM 3103            | 1971            | Blind Lemon Jefferson Classic Performances            | La Storia del Jazz                                                                                              |
| SM 3104            | 1971            | Memphis Jug band 1929 - 1934                          | La Storia del Jazz                                                                                              |
| SM 3105            | 1971            | Albert Ammons - Lewis - James P. Johnson              | Ammons - Lewis - Johnson: Boogie Woogie 1938-30 Vol. 2                                                          |
| SM 3106            | 1971            | Duke Ellington                                        | The perfect era - (History of Jazz)                                                                             |
| SM 3107            | 1971            | Autori Vari - Esecutori Vari                          | Don Redman's Band                                                                                               |
| SM 3108            | 1971            | James P. Johnson                                      | James P. Johnson: Piano solos - Jazz History                                                                    |
| SM 3109            | 1971            | Count Basie                                           | The great Count Basie & his Orchestra - (History of Jazz)                                                       |
| SM 3110            | 1971            | Fats Waller                                           | Fats Waller: the best of Fats Waller - Jazz History                                                             |
| SM 3111            | 1971            | Duke Ellington                                        | Duke Ellington & his orchestra                                                                                  |
| SM 3112            | 1971            | Artisti vari                                          | Jazz of the Forties - (History of Jazz)                                                                         |
| SM 3113            | 1971            | Artisti vari                                          | The Swing era - (History of Jazz)                                                                               |
| SM 3114            | 1971            | Autori Vari                                           | Great Swing Jam Sessions - Vol. 1 - (History of Jazz)                                                           |
| SM 3115            | 1971            | Autori Vari                                           | Great Swing Jam Sessions - Vol. 2 - (History of Jazz)                                                           |
| SM 3116            | 1971            | Clarence Williams Orchestra                           | La Storia del Jazz                                                                                              |
| SM 3117            | 1971            | Art Tatum                                             | 1945 |
| SM 3118            | 1971            | Earl Hines                                            | Dixieland band - (History of Jazz)                                                                              |
| SM 3119            | 1971            | Artisti vari                                          | Jam Sessions (1944 - 1946) - (History of Jazz)                                                                  |
| SM 3120            | 1971            | Duke Ellington                                        | Duke Ellington & his Orchestra 1940 - 1941 - (History of Jazz)                                                  |
| SM 3122            | 1971            | Bix Beiderbecke - Bunny Berigan - Jimmy McPartland    | Great Jazz Trumpets - (History of Jazz)                                                                         |
| SM 3124            | 1971            | Clarence Williams Orchestra                           | La Storia del Jazz                                                                                              |
| SM 3125            | 1971            | Autori Vari                                           | Jazz panorama of the twenties - Volume 1 - La Storia del Jazz                                                   |
| SM 3126            | 1971            | Autori Vari - Esecutori Vari                          | Jazz panorama of the twenties - Volume 2 - La Storia del Jazz                                                   |
| SM 3127            | 1971            | Autori Vari - Esecutori Vari                          | Jazz panorama of the twenties - Volume 3 - La Storia del Jazz                                                   |
| SM 3128            | 1971            | Autori Vari - Esecutori Vari                          | Chicago Southside Jazz - Volume 1 (La Storia del Jazz)                                                          |
| SM 3129            | 1971            | Autori Vari - Esecutori Vari                          | Chicago Southside Jazz - Volume 2 (La Storia del Jazz)                                                          |
| SM 3130            |                 | Interpreti vari - Autori Vari                         | Blues singers and trumpet players                                                                               |
| SM 3131            |                 | Billie Holiday                                        | The immortal Billie Holiday                                                                                     |
| SM 3132            |                 | Interpreti vari - Autori Vari                         | Greatest Esquire's Swing Sessions                                                                               |
| SM 3133            | 1971            | Louis Armstrong                                       | Louis Armstrong His Immortal Concert Series                                                                     |
| SM 3134            | 1971            | Duke Ellington & his Orchestra                        | The best of Duke Ellington - (History of Jazz)                                                                  |
| SM 3135            | 1971            | Adel Valentine                                        | Ballabili Classici - Volume 1                                                                                   |
| SM 3136            | 1971            | Adel Valentine                                        | Ballabili Classici - Volume 2                                                                                   |
| SM 3137            | 1971            | Adel Valentine                                        | Ballabili Classici - Volume 3                                                                                   |
| SM 3138            | 1971            | Adel Valentine                                        | Valzer Classici                                                                                                 |
| SM 3139            | 1971            | Adel Valentine                                        | Tanghi Classici                                                                                                 |
| SM 3140            | 1971            | Autori Vari                                           | Vecchio pianino - Piano a cilindro                                                                              |
| SM 3141            | 1971            | Adel Valentine                                        | Ballabili Classici                                                                                              |
| SM 3142            | 1971            | Vittorio Alberti                                      | Sicilia in Festa                                                                                                |
| SM 3143            | 1971            | Adel Valentine                                        | Ballate con noi: il Tango                                                                                       |
| SM 3144            | 1971            | Adel Valentine                                        | Appassionato Tango                                                                                              |
| SM 3145            | 1971            | Adel Valentine                                        | Celebri Tanghi spagnoli                                                                                         |
| SM 3146            | 1971            | Adel Valentine                                        | Ballate con noi                                                                                                 |
| SM 3147            | 1971            | Adel Valentine                                        | Invito alla danza                                                                                               |
| SM 3148            | 1971            | Adel Valentine                                        | Ballabili di successo                                                                                           |
| SM 3149            |                 | Autori Vari                                           | Orchestra della Sera - Direttore Bobby Gutesha                                                                  |
| SM 3150            |                 | Interpreti vari - Autori Vari                         | Buon Natale: 16 meravigliosi canti natalizi                                                                     |
| SM 3151            |                 | Interpreti vari - Autori Vari                         | I ballabili dell'allegria - Direttore G. Delmondi                                                               |
| SM 3152            |                 | Adriano Celentano                                     | Orch. G. Libano vol. 1                                                                                          |
| SM 3153            |                 | Adriano Celentano                                     | Orch. G. Libano vol. 2                                                                                          |
| SM 3154            |                 | Adriano Celentano                                     | Orch. G. Libano vol. 3                                                                                          |
| SM 3155            |                 | Interpreti vari - Autori Vari                         | Ti amo: 16 meravigliose canzoni d'amore                                                                         |
| SM 3156            |                 | Interpreti vari - Autori Vari                         | Le canzoni dell'epoca d'oro della radio                                                                         |
| SM 3157            |                 | Interpreti vari - Autori Vari                         | Nostalgia: Parata di grandi successi del passato                                                                |
| SM 3158            |                 | Interpreti vari - Autori Vari                         | Romagna mia - Trio Vanelli da Bologna                                                                           |
| SM 3159            |                 | The Rocky Mountains                                   | Far West Songs                                                                                                  |
| SM 3160            |                 | Interpreti vari - Autori Vari                         | Musica d'atmosfera                                                                                              |
| SM 3161            |                 | Interpreti vari - Autori Vari                         | Balliamo insieme?                                                                                               |
| SM 3162            |                 | Interpreti vari - Autori Vari                         | Inni dei soldati d'Italia                                                                                       |
| SM 3163            |                 | Interpreti vari - Autori Vari                         | Sicilia: Aspetto del folklore italiano                                                                          |
| SM 3164            |                 | Interpreti vari - Autori Vari                         | Il bandito di Montelepre                                                                                        |
| SM 3165            |                 | Interpreti vari                                       | La storia di Giuliano                                                                                           |
| SM 3166            |                 | Interpreti vari - Autori Vari                         | Il bandito Giuliano                                                                                             |
| SM 3167            |                 | Interpreti vari - Autori Vari                         | Turiddu Giuliano                                                                                                |
| SM 3168            |                 | Interpreti vari - Autori Vari                         | La morte di Giuliano                                                                                            |
| SM 3169            |                 | Autori Vari                                           | Musica per i vostri sogni                                                                                       |
| SM 3170            |                 | Coro Monte Cesen                                      | Canti della montagna                                                                                            |
| SM 3171            |                 | Roy Etzel                                             | La favolosa tromba di Roy Etzel                                                                                 |
| SM 3172            | 1968            | Enzo Jannacci e Milly                                 | Milano canta |
| SM 3173            |                 | Autori Vari                                           | Poeti e poesie celebri: interpretate da Alberto Lupo                                                            |
| SM 3174            |                 | Autori Vari - Interpreti Vari                         | Cappuccetto Rosso - Cocco Bill                                                                                  |
| SM 3175            |                 | Autori Vari - Interpreti Vari                         | Puccettino e gli stivali delle 7 leghe                                                                          |
| SM 3176            |                 | Autori Vari - Interpreti Vari                         | Kit Carson e l'imboscata degli indiani                                                                          |
| SM 3177            |                 | Autori Vari - Interpreti Vari                         | Avventure nello spazio                                                                                          |
| SM 3178            |                 | Autori Vari - Interpreti Vari                         | Sargegna: Quartetto di Aggius                                                                                   |
| SM 3179            |                 | Autori Vari - canta Laura betti                       | Laura Betti con l'orchestra di Piero Umiliani                                                                   |
| SM 3180            |                 | Luigi Tenco                                           | Ballate e canzoni                                                                                               |
| SM 3181            |                 | Autori Vari - Interpreti Vari                         | Canzoncine per bambini                                                                                          |
| SM 3182            |                 | Autori Vari - Interpreti Vari                         | Vecchia Roma; Canzoni popolari romanesche                                                                       |
| SM 3183            |                 | Autori Vari - Interpreti Vari                         | Abruzzo forte e gentile: Folklore regionale                                                                     |
| SM 3184            |                 | Autori Vari - Interpreti Vari                         | Calabria bella: Canti, Stornelli e Mottetti                                                                     |
| SM 3185            |                 | Autori Vari - Interpreti Vari                         | Souvenir romaneschi: Folklore regionale                                                                         |
| SM 3186            |                 | Autori Vari - Interpreti Vari                         | Stornelli romaneschi: A. Amici - V. Alescio                                                                     |
| SM 3187            | 1968            | Nilla Pizzi                                           | La regina della canzone                                                                                         |
| SM 3188            |                 | Autori Vari - Interpreti Vari                         | Cavalcata Sarda: Canti e danze sarde                                                                            |
| SM 3189            |                 | Autori Vari - Interpreti Vari                         | Stornelli toscani: Lazzaretti - Cecconi - Masini                                                                |
| SM 3190            |                 | Autori Vari - Interpreti Vari                         | La fanfara dei Bersaglieri                                                                                      |
| SM 3191            |                 | Autori Vari                                           | I canti degli Alpini: Coro La Baita Milano                                                                      |
| SM 3192            |                 | Autori Vari - Interpreti Vari                         | Canzoni Piemontesi: Canta Pinot Paulass                                                                         |
| SM 3193            |                 | Autori Vari - Interpreti Vari                         | Nostalgia de Milan: Le più belle canzoni milanesi                                                               |
| SM 3194            |                 | Autori Vari - Interpreti Vari                         | I canti della Naja                                                                                              |
| SM 3195            | 1969            | Artisti Vari                                          | Girotondo |
| SM 3196            | 1969            | Artisti Vari                                          | Il Canzoniere dei piccoli                                                                                       |
| SM 3197            | 1969            | Autori Vari                                           | Collana di fiabe celebri - Volume 1                                                                             |
| SM 3198            | 1969            | Autori Vari                                           | Collana di fiabe celebri - Volume 2                                                                             |
| SM 3199            | 1969            | Autori Vari                                           | Collana di fiabe celebri - Volume 3                                                                             |
| SM 3200            | 1969            | Autori Vari                                           | Collana di fiabe celebri - Volume 4                                                                             |
| SM 3201            |                 | Interpreti vari - Autori Vari                         | Operette Celebri: Soprano A. Bandi - Tenore W. Artioli                                                          |
| SM 3202            |                 | Interpreti vari - Autori Vari                         | Canti di Montagna: Canzoni del Trentino                                                                         |
| SM 3203            |                 | Interpreti vari - Autori Vari                         | Venezia canta                                                                                                   |
| SM 3204            |                 | Interpreti vari - Autori Vari                         | Bologna canta: Folklore emiliano                                                                                |
| SM 3205            |                 | Interpreti vari - Autori Vari                         | Genova canta: Canti e Stornelli Liguri                                                                          |
| SM 3206            | 28 ottobre 1968 | Esecutori vari                                        | Il cabaret. Canzoni e personaggi del teatro cabaret di oggi                                                     |
| SM 3207            | 1969            | Adriano Celentano                                     | Il Rock 'n' roll di Adriano Celentano                                                                           |
| SM 3208            |                 | Interpreti vari - Autori Vari                         | Canti della Montagna: Coro Alpino Nives                                                                         |
| SM 3209            |                 | Interpreti vari - Autori Vari                         | Il Piave mormorò: Inni e Canti                                                                                  |
| SM 3210            | 1969            | Milly                                                 | Canzoni e personaggi del cabaret di oggi                                                                        |
| SM 3211            |                 | Interpreti vari - Autori Vari                         | Metodo relax |
| SM 3212            |                 | Fausto Leali                                          | Fausto Leali: I Grandi della Canzone                                                                            |
| SM 3213            |                 | Tony Dallara                                          | Tony Dallara: I Grandi della Canzone                                                                            |
| SM 3214            |                 | Interpreti vari - Autori Vari                         | La donna nella musica                                                                                           |
| SM 3215            |                 | Buddy Colette                                         | The Modern Jazz - Volume 5                                                                                      |
| SM 3216            | 1969            | Mauro Cipolla e Gruppo Naviglio Grande                | Canti dell'osteria                                                                                              |
| SM 3217            | 1969            | Autori Vari                                           | CUORE - Diario sceneggiato - Volume 1                                                                           |
| SM 3218            | 1969            | Autori Vari                                           | CUORE - Diario sceneggiato - Volume 2                                                                           |
| SM 3219            | 1969            | Autori Vari                                           | CUORE - Diario sceneggiato - Volume 3                                                                           |
| SM 3220            | 1971            | Peppino Gagliardi                                     | Peppino Gagliardi                                                                                               |
| SM 3221            |                 | Interpreti vari - Autori Vari                         | Tijuana Party                                                                                                   |
| SM 3222            |                 | Interpreti vari - Autori Vari                         | Nicola Di Bari Orchestra Ezio Leoni                                                                             |
| SM 3223            |                 | Interpreti vari - Autori Vari                         | Broadwayi - John Blackinsell Orchestra                                                                          |
| SM 3224            |                 | Interpreti vari - Autori Vari                         | Gli intramontabili successi di George Gershwin                                                                  |
| SM 3225            |                 | Interpreti vari - Autori Vari                         | Classici della Musica Leggera                                                                                   |
| SM 3226            | 1971            | John Blackinsell Orchestra                            | Trumpet Popular                                                                                                 |
| SM 3227            | 1971            | John Blackinsell Orchestra                            | Motivi Indimenticabili                                                                                          |
| SM 3229            | 1971            | The Downtown Sister New Heaven                        | Gospels and Spirituals                                                                                          |
| SM 3230            |                 | Fats Waller                                           | The great Fats Waller and his Rhythm                                                                            |
| SM 3231            |                 | Interpreti vari - Autori Vari                         | Picnic |
| SM 3232            |                 | Interpreti vari - Autori Vari                         | Bob Callaghan: Trumpets for lovers                                                                              |
| SM 3233            |                 | Louis Armstrong                                       | Louis Armstrong Memorial - Il re del jazz                                                                       |
| SM 3234            |                 | Interpreti vari - Autori Vari                         | Hair: the American Rockin' and Shockin' Musical                                                                 |
| SM 3236            | 1971            | Gene Krupa                                            | Gene Krupa (History of Jazz)                                                                                    |
| SM 3237            | 1971            | Joséphine Baker                                       | Joséphine Baker at Tivoli                                                                                       |
| SM 3238            | 1971            | Lecuona Cuban Boys                                    | Lecuona Cuban Boys                                                                                              |
| SM 3239            |                 | Interpreti vari - Autori Vari                         | Helmut Zacharias                                                                                                |
| SM 3240            |                 | The Andrews Sisters                                   | The Faboulous Century                                                                                           |
| SM 3241            | 1971            | Artisti vari                                          | Hollywoods Film Music                                                                                           |
| SM 3242            |                 | Interpreti vari - Autori Vari                         | Swinging the classics 1937 - 1941                                                                               |
| SM 3243            |                 | Bob Crosby                                            | Bob Crosby and his Orchestra                                                                                    |
| SM 3244            |                 | Interpreti vari - Autori Vari                         | The Dixieland Age                                                                                               |
| SM 3245            |                 | Autori Vari                                           | Los Kenacos: El Cóndor Pasa                                                                                     |
| SM 3246            |                 | Interpreti vari - Autori Vari                         | Gitano! Canto Y Guitarra                                                                                        |
| SM 3247            |                 | Interpreti vari - Autori Vari                         | Le grandi pagine della chitarra                                                                                 |
| SM 3248            |                 | Interpreti vari - Autori Vari                         | International Folklore: Spain Portugal                                                                          |
| SM 3249            |                 | Interpreti vari - Autori Vari                         | Dal Flamenco al Fado                                                                                            |
| SM 3250            | 1972            | Lionel Hampton                                        | Lionel Hampton (History of Jazz)                                                                                |
| SM 3251            |                 | Interpreti vari - Autori Vari                         | Per te... amore mio                                                                                             |
| SM 3252            |                 | Nicola Di Bari                                        | Nicola Di Bari: 12 grandi successi - Volume 2                                                                   |
| SM 3253            |                 | Interpreti vari - Autori Vari                         | Top Hits: International Hit Parade - Volume 1                                                                   |
| SM 3254            |                 | Interpreti vari - Autori Vari                         | 'Gigi' - Commedia Musicale                                                                                      |
| SM 3255            |                 | Peppino Gagliardi                                     | Peppino Gagliardi: 12 grandi successi                                                                           |
| SM 3256            | 1972            | Nicola Di Bari - Peppino Gagliardi                    | Nicola Di Bari e Peppino Gagliardi - Due 'grandi' insieme                                                       |
| SM 3258            | 1972            | Earl Hines                                            | Spontaneous Explorations - (History of Jazz)                                                                    |
| SM 3259            |                 | Interpreti vari - Autori Vari                         | Classic Tenors: Coleman Hawkins - Lester Young                                                                  |
| SM 3260            |                 | Interpreti vari - Autori Vari                         | Shelly Manne & Co.                                                                                              |
| SM 3261            |                 | Mouloudji canta Prévert                               | Mouloudji canta Prévert                                                                                         |
| SM 3262            | 1972            | Gli Ombrelli                                          | Il Cabaret - Canzoni e personaggi del Teatro Cabaret - (Cabaret di oggi)                                        |
| SM 3263            | 1972            | C. Cunne                                              | C. Cunne sings Theodorakis - Canti della Resistenza Canti alla Libertà Canti d'Amore Ballate Canti di Prigionia |
| SM 3264            | 1972            | The Live Experience Band                              | Tribute to Jimi Hendrix                                                                                         |
| SM 3265            | 1972            | Artisti vari                                          | Rock 'n' roll Explosion                                                                                         |
| SM 3266            |                 | Interpreti vari - Autori Vari                         | Show Boat - Commedia musicale                                                                                   |
| SM 3267            |                 | Interpreti vari - Autori Vari                         | Hello Dolly! - Commedia musicale                                                                                |
| SM 3268            |                 | Interpreti vari - Autori Vari                         | Per te mamma: Canzoni e Poesie                                                                                  |
| SM 3269            |                 | Interpreti vari - Autori Vari                         | Soul Guitar: The fantastic sound of Mr. Guitar                                                                  |
| SM 3270            |                 | Interpreti vari - Autori Vari                         | International Hit Parade                                                                                        |
| SM 3271            | 1972            | Jimi Hendrix                                          | Jimi Hendrix at his best - volume 1                                                                             |
| SM 3272            | 1972            | Jimi Hendrix                                          | Jimi Hendrix at his best - volume 2                                                                             |
| SM 3273            | 1972            | Jimi Hendrix                                          | Jimi Hendrix at his best - volume 3                                                                             |
| SM 3274            |                 | Autori Vari                                           | Jack Blackinsell Orchestra: Non-stop Dancing Party                                                              |
| SM 3275            |                 | Los Indios                                            | Los Indios: il flauto indiano                                                                                   |
| SM 3276            |                 | Los Indios                                            | Los Indios: L'arpa delle Ande                                                                                   |
| SM 3277            |                 | Interpreti vari - Autori Vari                         | Nelson Eddy with Gale Sherwood                                                                                  |
| SM 3278            | 1973            | Artisti vari                                          | The Great Vocalist - (History of Jazz)                                                                          |
| SM 3279            | 1972            | Gerry Mulligan & Jimmy Whitherspoon                   | La Storia del Jazz                                                                                              |
| SM 3280            |                 | Autori Vari                                           | The Alexandov Ensemble: Coro dell'Armata Rossa                                                                  |
| SM 3281            | 1973            | Ella Fitzgerald                                       | The rarest Ella Fitzgerald 1936 - 1939                                                                          |
| SM 3282            |                 | Autori Vari                                           | Jack Blackinsell Orchestra: Golden song of Burt Bacharach                                                       |
| SM 3283            |                 | Autori Vari - Interpreti Vari                         | Il Padrino - Tema dal film                                                                                      |
| SM 3284            |                 | Autori Vari - Interpreti Vari                         | La chitarra romantica - A romantic guitar                                                                       |
| SM 3285            |                 | Autori Vari - Interpreti Vari                         | Pop Corn: versione originale cantata e strumentale                                                              |
| SM 3286            | 1973            | The Alan Caddy Orchestra and Singers                  | Jesus Christ Superstar - A Rock Opera                                                                           |
| SM 3287            |                 | Interpreti Vari                                       | G. Chakiris canta Gershwin                                                                                      |
| SM 3288            | 1973            | Charlie Parker                                        | Charlie Parker - (History of Jazz)                                                                              |
| SM 3289            | 1972            | Billie Holiday                                        | History of Jazz                                                                                                 |
| SM 3290            |                 | Autori Vari - Interpreti Vari                         | Coro ICAT: Canti Tradizionali                                                                                   |
| SM 3291            |                 | Coro di Nuoro                                         | Adios Nugoro amada                                                                                              |
| SM 3292            |                 | Alvaro Amici                                          | Una gita a li castelli                                                                                          |
| SM 3293            |                 | Alvaro Amici                                          | Roma non fa la stupida stasera                                                                                  |
| SM 3294            |                 | Alvaro Amici                                          | Stornelli a la romana                                                                                           |
| SM 3295            |                 | Autori Vari - Interpreti Vari                         | E. Dorat: Les Chansons de Édith Piaf                                                                            |
| SM 3296            |                 | Autori Vari - Interpreti Vari                         | E. Dorat with G. Durban and his Orchestra: A Paris                                                              |
| SM 3297            |                 | Autori Vari - Interpreti Vari                         | Orchestra Hermann Lang: 1000 Strings                                                                            |
| SM 3298            |                 | Gabriella Ferri & Luisa De Santis                     | Aritornelli Romaneschi                                                                                          |
| SM 3299            |                 | Autori Vari (Strauss, Offenbach...)                   | Quadriglie Celebri                                                                                              |
| SM 3300            |                 | Baden Powell                                          | Love me with guitars                                                                                            |
| SM 3301            | 1973            | Autori Vari                                           | Musiche da Films Celebri - Volume 1                                                                             |
| SM 3302            | 1973            | Autori Vari                                           | Musiche da Films Celebri - Volume 2                                                                             |
| SM 3303            | 1973            | John Blackinsell Orchestra                            | Modern classics Favorites                                                                                       |
| SM 3304            | 1973            | John Blackinsell Orchestra                            | Evergreen Show Movie: Cole Porter                                                                               |
| SM 3305            | 1973            | Interpreti Vari                                       | Evergreen Show Movie: Irving Berlin                                                                             |
| SM 3306            | 1973            | Interpreti Vari                                       | Evergreen Show Movie: Rodgers - Hammerstein                                                                     |
| SM 3307            | 1973            | Interpreti Vari                                       | Evergreen Show Movie: Lerner - Loewe                                                                            |
| SM 3308            | 1973            | Interpreti Vari                                       | Evergreen Show Movie: Bernstein - Kern                                                                          |
| SM 3309            | 1973            | Interpreti Vari                                       | Smoke gets in your eyes                                                                                         |
| SM 3310            |                 | Interpreti Vari                                       | Story for lovers: Melodies of Broadway                                                                          |
| SM 3311            |                 | Interpreti Vari                                       | Midnight in Moscow: 28 Russian Hits                                                                             |
| SM 3312            |                 | Autori Vari                                           | I Cori dell'Armata Rossa - Volume 1                                                                             |
| SM 3313            |                 | Autori Vari                                           | I Cori dell'Armata Rossa - Volume 2                                                                             |
| SM 3314            |                 | Alvaro Amici                                          | Keith Beckingham: Women in Love                                                                                 |
| SM 3315            |                 | Alvaro Amici                                          | Er Core de Roma                                                                                                 |
| SM 3316            |                 | Alvaro Amici                                          | Carrozzella Romana                                                                                              |
| SM 3317            |                 | Coro Alpino Nives                                     | Coro Alpino Nives: Lassù sulle montagne                                                                         |
| SM 3318            |                 | Autori Vari - Interpreti Vari                         | Souvenir di Napoli: le più belle canzoni napoletane                                                             |
| SM 3319            |                 | Adel Valentine                                        | Adel Valentine: Languido Tango                                                                                  |
| SM 3320            | 1973            | Gabriella Ferri                                       | 'A Roma nostra                                                                                                  |
| SM 3321            |                 | Autori Vari - Interpreti Vari                         | Passeggiando per Milano (con Enzo Jannacci)                                                                     |
| SM 3322            |                 | Autori Vari - Interpreti Vari                         | Coro de I Sanreminesi: Il Circolo dei Piccoli                                                                   |
| SM 3323            |                 | Autori Vari - Interpreti Vari                         | Piemont: canta Pinot Pautass                                                                                    |
| SM 3324            |                 | Adel Valentine                                        | Adel Valentine: Balliamo il valzer                                                                              |
| SM 3325            |                 | Adel Valentine                                        | Adel Valentine: Ballate con noi - Volume 1                                                                      |
| SM 3326            |                 | Adel Valentine                                        | Adel Valentine: Ballate con noi - Volume 2                                                                      |
| SM 3327            |                 | Mountains Stompers                                    | Mountains Stompers: La storia del West                                                                          |
| SM 3328            |                 | Autori Vari - Interpreti Vari                         | Vecchi Ricordi: Celebri canzoni del passato                                                                     |
| SM 3329            |                 | Alvaro Amici                                          | Alvaro Amici: Lassatece passà... semo romani!                                                                   |
| SM 3330            |                 | Autori Vari - Interpreti Vari                         | Canti della Patria: Banda e Coro Nazionale Italiano                                                             |
| SM 3331            |                 | Interpreti Vari                                       | Giulio Verne: I figli del Capitano Grant                                                                        |
| SM 3332            |                 | Interpreti Vari                                       | Alexandre Dumas: I tre moschettieri                                                                             |
| SM 3333            |                 | Interpreti Vari                                       | R.L. Stevenson: L'isola del tesoro                                                                              |
| SM 3334            |                 | I promessi sposi                                      | I promessi sposi: Romanzo integrale - Volume 1                                                                  |
| SM 3335            |                 | I promessi sposi                                      | I promessi sposi: Romanzo integrale - Volume 2                                                                  |
| SM 3336            |                 | I miserabili                                          | I miserabili: Romanzo integrale - Volume 1                                                                      |
| SM 3337            |                 | I miserabili                                          | I miserabili: Romanzo integrale - Volume 2                                                                      |
| SM 3338            |                 | Interpreti Vari                                       | DeAmicis: Cuore - I nove racconti mensili                                                                       |
| SM 3339            |                 | Autori Vari - Interpreti Vari                         | Operette Celebri                                                                                                |
| SM 3340            |                 | Autori Vari - Interpreti Vari                         | Il mondo dell'Operetta                                                                                          |
| SM 3341            |                 | Autori Vari - Interpreti Vari                         | Pinocchio - Racconto integrale                                                                                  |
| SM 3342            | 1973            | The Alabama Singers                                   | Spirituals: Negro Spiritual Music                                                                               |
| SM 3343            | 1973            | The Duke of Burlington                                | The Duke of Burlington: The pressed piano                                                                       |
| SM 3344            |                 | Autori Vari - Interpreti Vari                         | La prodigiosa storia del volo umano                                                                             |
| SM 3345            |                 | Autori Vari - Interpreti Vari                         | I Canti delle nostre regioni                                                                                    |
| SM 3346            |                 | Autori Vari - Interpreti Vari                         | Canzoni per Bambini: Canzoni dalla Luna                                                                         |
| SM 3347            |                 | Autori Vari - Interpreti Vari                         | Le canzoni del West                                                                                             |
| SM 3348            |                 | Autori Vari - Interpreti Vari                         | Le Ballate del Wesr                                                                                             |
| SM 3349            |                 | Mao Tse-tung                                          | Mao Tse-tung: Citazioni del presidente Mao                                                                      |
| SM 3350            |                 | Autori Vari                                           | Los Indios del Paraguay                                                                                         |
| SM 3351            |                 | Autori Vari - Interpreti Vari                         | Canti Piacentini                                                                                                |
| SM 3352            |                 | Autori Vari - Interpreti Vari                         | Souvenir di Venezia                                                                                             |
| SM 3353            |                 | Autori Vari - Interpreti Vari                         | Evviva la Befana                                                                                                |
| SM 3354            |                 | Autori Vari - Interpreti Vari                         | La leggenda di Natale                                                                                           |
| SM 3355            |                 | Autori Vari - Interpreti Vari                         | Santo Natale |
| SM 3356            |                 | Oscar Carboni                                         | Canzoni del passato - Volume 1                                                                                  |
| SM 3357            |                 | Autori Vari - Interpreti Vari                         | Canzoni del passato - Volume 2                                                                                  |
| SM 3358            |                 | Autori Vari - Interpreti Vari                         | I Fieuij'd Giandoia: Canzoni Popolari piemontesi                                                                |
| SM 3359            |                 | Autori Vari - Interpreti Vari                         | Motivi Intramontabili - 12 grandi successi                                                                      |
| SM 3360            |                 | Autori Vari - Interpreti Vari                         | Musica per sognare                                                                                              |
| SM 3361            |                 | Autori Vari - Interpreti Vari                         | L'organetto di Barberia - Piano a cilindro                                                                      |
| SM 3362            |                 | Autori Vari - Interpreti Vari                         | Fascination - Motivi celebri                                                                                    |
| SM 3363            |                 | Autori Vari - Interpreti Vari                         | 12 Golden Melodies for Party Dancing                                                                            |
| SM 3364            |                 | Interpreti Vari                                       | Emilio Salgari: Le Tigri di Mompracem                                                                           |
| SM 3365            |                 | Autori Vari - Interpreti Vari                         | I classici per bambini: Le favole di Fedro                                                                      |
| SM 3366            |                 | Autori Vari - Interpreti Vari                         | Canti Popolari Russi                                                                                            |
| SM 3367            |                 | Autori Vari - Interpreti Vari                         | Canti Popolari: Emilia-Romagna                                                                                  |
| SM 3368            |                 | Autori Vari - Interpreti Vari                         | U. Calise - R. Da Positano: Cantanapoli                                                                         |
| SM 3369            |                 | Autori Vari - Interpreti Vari                         | Passo Romano: Le Marce del Fascismo                                                                             |
| SM 3370            |                 | Interpreti Vari                                       | Dante Alighieri: Le rime                                                                                        |
| SM 3371            |                 | Autori Vari                                           | M. Piovano e il suo complesso: Cansson d'la mala                                                                |
| SM 3372            |                 | Autori Vari - Interpreti Vari                         | Canti Popolari Italiani                                                                                         |
| SM 3373            |                 | Autori Vari - Interpreti Vari                         | Scenette Comiche Fiorentine                                                                                     |
| SM 3374            |                 | Autori Vari - Interpreti Vari                         | Celebri Canzone Fiorentine                                                                                      |
| SM 3375            |                 | Autori Vari - Interpreti Vari                         | La Resistenza: Cori e canti dei partigiani italiani                                                             |
| SM 3376            |                 | Autori Vari - Interpreti Vari                         | La Germania Nazista: Inni, cori e marce                                                                         |
| SM 3377            |                 | Autori Vari - Interpreti Vari                         | A.O.I.: Inni, marce e canzoni della guerra d'Africa                                                             |
| SM 3378            |                 | Autori Vari - Interpreti Vari                         | canti dell'Italia fascista: Inni, cori e marce                                                                  |
| SM 3379            |                 | Autori Vari - Interpreti Vari                         | L'Italia ha cento anni: Canzoni, inni e marce                                                                   |
| SM 3380            |                 | Autori Vari - Interpreti Vari                         | Andrianein canta Bologna                                                                                        |
| SM 3381            |                 | Autori Vari - Interpreti Vari                         | Mortadella e Sangiovese                                                                                         |
| SM 3382            |                 | Interpreti Vari                                       | Canzoni Popolari di Lombardia - Volume 1                                                                        |
| SM 3383            |                 | Interpreti Vari                                       | Canzoni Popolari di Lombardia - Volume 2                                                                        |
| SM 3384            |                 | Pietro Nenni                                          | Pietro Nenni: l'unificazione socialista                                                                         |
| SM 3385            |                 | Autori Vari - Interpreti Vari                         | La guerra civile in Spagna: canti falangisti                                                                    |
| SM 3386            |                 | Autori Vari - Interpreti Vari                         | 8 milioni di baionette: inni e canti fascisti                                                                   |
| SM 3387            |                 | Autori Vari - Interpreti Vari                         | Al mio papà: Canzoncine e poesie                                                                                |
| SM 3388            |                 | Autori Vari - Interpreti Vari                         | Alla mia mamma: Canzoncine e poesie                                                                             |
| SM 3389            |                 | Autori Vari - Interpreti Vari                         | Love Story: tema dal film Love Story                                                                            |
| SM 3390            |                 | Autori Vari - Interpreti Vari                         | La ballata di Sacco e Vanzetti                                                                                  |
| SM 3391            |                 | Autori Vari - Interpreti Vari                         | Le Marche: Danze e canti Popolari                                                                               |
| SM 3392            |                 | Autori Vari - Interpreti Vari                         | Edgar Allan Poe: I racconti del terrore                                                                         |
| SM 3393            |                 | Autori Vari - Interpreti Vari                         | Palmiro Togliatti: il governo di Salerno                                                                        |
| SM 3394            |                 | Papa Giovanni XXIII                                   | Giovanni XXIII: il papa buono                                                                                   |
| SM 3395            |                 | Interpreti Vari                                       | Le Voci dei Papi: Pio XI, Pio XII, Giovanni XXIII                                                               |
| SM 3396            |                 | I Rustici                                             | I Rustici: Canti in Cascina                                                                                     |
| SM 3397            |                 | Interpreti Vari                                       | La mamma racconta: C'era una volta - Volume 1                                                                   |
| SM 3398            |                 | Interpreti Vari                                       | La mamma racconta: C'era una volta - Volume 2                                                                   |
| SM 3399            |                 | Interpreti Vari                                       | La mamma racconta: C'era una volta - Volume 3                                                                   |
| SM 3400            | 1973            | The Duke of Burlington                                | The Duke of Burlington: The pressed piano: a revolution in sound                                                |
| SM 3401            |                 | I Rustici                                             | I Rustici: I successi di sempre                                                                                 |
| SM 3402            |                 | Autori Vari - Interpreti Vari                         | Un mondo di ricordi: Le più belle canzoni                                                                       |
| SM 3403            |                 | I Rustici                                             | I Rustici: Crota Piemonteisa                                                                                    |
| SM 3404            |                 | Autori Vari - Interpreti Vari                         | La Cina di Mao: Canti folkloristici e rivoluzionari                                                             |
| SM 3405            |                 | Interpreti Vari                                       | 13 dicembre: Santa Lucia                                                                                        |
| SM 3406            |                 | Interpreti Vari                                       | Successi Popolari Italiani                                                                                      |
| SM 3407            |                 | Interpreti Vari                                       | Le canzoni del Lavoro                                                                                           |
| SM 3408            |                 | Interpreti Vari                                       | I Vangeli: Interpreta P. Carlini - Volume 1                                                                     |
| SM 3409            |                 | Interpreti Vari                                       | I Vangeli: Interpreta P. Carlini - Volume 2                                                                     |
| SM 3410            |                 | Interpreti Vari                                       | Il Canzoniere dei Bambini - Volume 1                                                                            |
| SM 3411            |                 | Interpreti Vari                                       | Il Canzoniere dei Bambini - Volume 2                                                                            |
| SM 3412            |                 | Benito Mussolini                                      | I Discorsi - Volume 1                                                                                           |
| SM 3413            |                 | Benito Mussolini                                      | I Discorsi - Volume 2                                                                                           |
| SM 3414            |                 | Benito Mussolini                                      | I Discorsi - Volume 3                                                                                           |
| SM 3415            |                 | Benito Mussolini                                      | I Discorsi - Volume 4                                                                                           |
| SM 3416            |                 | Benito Mussolini                                      | I Discorsi - Volume 5                                                                                           |
| SM 3417            |                 | Benito Mussolini                                      | I Discorsi - Volume 6                                                                                           |
| SM 3418            |                 | Interpreti Vari                                       | Stornellacci Toscani                                                                                            |
| SM 3419            |                 | Interpreti Vari                                       | Souvenir di Firenze                                                                                             |
| SM 3420            |                 | Interpreti Vari                                       | Souvenir di Siena                                                                                               |
| SM 3421            |                 | Interpreti Vari                                       | Chi si ferma è perduto                                                                                          |
| SM 3422            |                 | Interpreti Vari                                       | Eia, Eia, Eia Elalà - Il Fascismo in Italia                                                                     |
| SM 3423            |                 | Interpreti Vari                                       | Me ne frego - Il Fascismo in Italia                                                                             |
| SM 3424            |                 | Interpreti Vari                                       | Bella ciao - Canti della Resistenza                                                                             |
| SM 3425            |                 | Interpreti Vari                                       | Sul cappello ch noi portiam                                                                                     |
| SM 3426            | 1973            | Bob Callaghan                                         | Il gabbiano infelice - Here is the moog                                                                         |
| SM 3426 ristampa   | 1973            | Bob Callaghan                                         | Il gabbiano infelice - al moog Bob Callaghan & co.                                                              |
| SM 3427            | 1972            | Luigi Tenco                                           | Luigi Tenco canta Tenco, De André, Jannacci, Bob Dylan                                                          |
| SM 3428            | 17 giugno 1970  | Esecutori vari                                        | Kings Of The Jazz                                                                                               |
| SM 3432            | 1973            | Artisti vari                                          | Delta Queen |
| SM 3433            | 1973            | Blue Marvin                                           | Blue Marvin with Arp Synthesyzer 2600                                                                           |
| SM 3435            | 1973            | Roberta Mazzoni con Berardo Scaglioni Orchestra       | Cucurrucucu |
| SM 3438            | 1973            | Esecutori vari                                        | Valachi Theme (dalla colonna sonora del film 'Joe Valachi')                                                     |
| SM 3470            | 25 - 01 - 1973  | The Lovelets                                          | A Saxophone Around The World 3ª Raccolta                                                                        |
| SM 3474            | 1973            | Adriano Celentano                                     | La sua storia (4 LP Box)                                                                                        |
| SM 3482            | 1973            | Artisti vari                                          | Ultimo tango a Parigi (dalla colonna sonora del film 'Ultimo tango a Parigi')                                   |
| SM 3497            | 1973            | Gruppo Popolare e solisti dell'Oltrepò Pavese         | Canti politici e sociali italiani                                                                               |

### LP - Serie SM (parte 2)
LP singoli
| Numero di catalogo | Anno                                                              | Interprete                                                             | Titoli                                                                   |
| ------------------ | ----------------------------------------------------------------- | ---------------------------------------------------------------------- | ------------------------------------------------------------------------ |
| SM 3505            | 1973                                                              | Romolo Grano                                                           | Musica elettronica 1                                                     |
| SM 3514            | 1973                                                              | Eddie Calvert                                                          | The new golden trumpet of Eddie Calvert                                  |
| SM 3519            | 1973                                                              | Koichi Oki                                                             | Vivaldi: Le quattro stagioni                                             |
| SM 3522            |                                                                   | The lovelets                                                           | A saxofphone around the world                                            |
| SM 3524            | 20 giugno 1973                                                    | Bruno Venturini                                                        | Antologia napoletana volume 1 - Canzoni celebri dal 1880 al 1934         |
| SM 3525            | 22 giugno 1973                                                    | Bruno Venturini                                                        | Antologia napoletana volume 2 - Canzoni celebri dal 1839 al 1930         |
| SM 3534            | 1973                                                              | Shorty Baldan & Jimmy Rusca                                            | Moog & Piano                                                             |
| SM 3535            | 1973                                                              | Jimi Hendrix                                                           | Rare Hendrix - volume 4                                                  |
| SM 3536            | 1973                                                              | Jimi Hendrix & Lonnie Youngblood                                       | Jimi Hendrix - volume 5                                                  |
| SM 3550            | 1973                                                              | Jelly Roll Morton                                                      | Jelly Roll Morton The saga of Mister Jelly Lord 1926 - 1939 vol. 1       |
| SM 3551            | 1973                                                              | Jelly Roll Morton                                                      | Jelly Roll Morton The saga of Mister Jelly Lord 1926 - 1939 vol. 2       |
| SM 3552            | 1973                                                              | Jelly Roll Morton                                                      | Jelly Roll Morton The saga of Mister Jelly Lord 1926 - 1939 vol. 3       |
| SM 3553            | 1973                                                              | Jelly Roll Morton                                                      | Jelly Roll Morton The saga of Mister Jelly Lord 1926 - 1939 vol. 4       |
| SM 3554            | 1973                                                              | Jelly Roll Morton                                                      | Jelly Roll Morton The saga of Mister Jelly Lord 1926 - 1939 vol. 5       |
| SM 3555            | 1973                                                              | Jelly Roll Morton                                                      | Jelly Roll Morton The saga of Mister Jelly Lord 1926 - 1939 vol. 6       |
| SM 3556            | 1973                                                              | Jelly Roll Morton                                                      | Jelly Roll Morton The saga of Mister Jelly Lord 1926 - 1939 vol. 7       |
| SM 3557            | 1973                                                              | Bix Beiderbecke                                                        | Bix Beiderbecke record story in chronological order 1924 - 1930 vol. 1   |
| SM 3558            | 1973                                                              | Bix Beiderbecke                                                        | Bix Beiderbecke record story in chronological order 1924 - 1930 vol. 2   |
| SM 3559            | 1973                                                              | Bix Beiderbecke                                                        | Bix Beiderbecke record story in chronological order 1924 - 1930 vol. 3   |
| SM 3560            | 1973                                                              | Bix Beiderbecke                                                        | Bix Beiderbecke record story in chronological order 1924 - 1930 vol. 4   |
| SM 3561            | 1973                                                              | Bix Beiderbecke                                                        | Bix Beiderbecke record story in chronological order 1924 - 1930 vol. 5   |
| SM 3562            | 1973                                                              | Bix Beiderbecke                                                        | Bix Beiderbecke record story in chronological order 1924 - 1930 vol. 6   |
| SM 3563            | 1973                                                              | Bix Beiderbecke                                                        | Bix Beiderbecke record story in chronological order 1924 - 1930 vol. 7   |
| SM 3564            | 1973                                                              | Bix Beiderbecke                                                        | Bix Beiderbecke record story in chronological order 1924 - 1930 vol. 8   |
| SM 3565            | 1973                                                              | Bix Beiderbecke                                                        | Bix Beiderbecke record story in chronological order 1924 - 1930 vol. 9   |
| SM 3566            | 1973                                                              | Bix Beiderbecke                                                        | Bix Beiderbecke record story in chronological order 1924 - 1930 vol. 10  |
| SM 3567            | 1973                                                              | Bix Beiderbecke                                                        | Bix Beiderbecke record story in chronological order 1924 - 1930 vol. 11  |
| SM 3568            | 1973                                                              | Bix Beiderbecke                                                        | Bix Beiderbecke record story in chronological order 1924 - 1930 vol. 12  |
| SM 3569            | 1973                                                              | Bix Beiderbecke                                                        | Bix Beiderbecke record story in chronological order 1924 - 1930 vol. 13  |
| SM 3570            | 1973                                                              | Bix Beiderbecke                                                        | Bix Beiderbecke record story in chronological order 1924 - 1930 vol. 14  |
| SM 3571            | 1974                                                              | Sidney Bechet                                                          | Sidney Bechet and the New Orleans Feetwarmers - volume 1                 |
| SM 3572            | 1974                                                              | Sidney Bechet                                                          | Sidney Bechet and the New Orleans Feetwarmers - volume 2                 |
| SM 3573            | 1974                                                              | Sidney Bechet                                                          | Sidney Bechet and the New Orleans Feetwarmers - volume 3                 |
| SM 3574            | 1974                                                              | Muggsy Spainer                                                         | Muggsy Spainer and his Ragtime Band (History of Jazz)                    |
| SM 3575            | 1974                                                              | Muggsy Spainer                                                         | Muggsy Spainer and his All Stars - The King Jazz Story (History of Jazz) |
| SM 3591            | 1974                                                              | The Beatles and the Rolling Stones                                     | The Beatles and the Rolling Stones                                       |
| SM 3601            | 1974                                                              | John Blackinsell Orchestra & Singers                                   | Top Hits - International Hit Parade                                      |
| SM 3602            | 1974                                                              | Adriano Celentano                                                      | 12 supersuccessi                                                         |
| SM 3605            | 1974                                                              | Bob Dylan                                                              | A rare batch of Little White Wonder - volume 1                           |
| SM 3608            | 1974                                                              | Big Bill Broonzy                                                       | Big Bill Broonzy - Blues Folk Songs Ballads                              |
| SM 3609            | 1973                                                              | Mahalia Jackson                                                        | The warm and tender soul of Mahalia Jackson - volume 1                   |
| SM 3611            | 1974                                                              | The Nat King Cole Trio                                                 | The Nat King Cole Trio sings and plays                                   |
| SM 3612            | 1974                                                              | Frank Sinatra - Bing Crosby                                            | Frank Sinatra & Bing Crosby                                              |
| SM 3613            | 1974                                                              | The Ella Fitzgerald & Chick Webb Orchestra                             | The Ella Fitzgerald & Chick Webb Orchestra                               |
| SM 3615            | 1974                                                              | Tommy Dorsey                                                           | The Swinging Big Bands 1937 - 1946 (History of Jazz)                     |
| SM 3617            | 1974                                                              | Glenn Miller                                                           | The Swinging Big Bands 1939 - 1942 (History of Jazz)                     |
| SM 3630            | 1974                                                              | George Saxon                                                           | A Saxophone around the world - 7ª Raccolta                               |
| SM 3634            | 1974                                                              | Frank Sinatra                                                          | Frank Sinatra - Volume 5                                                 |
| SM 3635            | 1974                                                              | Artisti vari                                                           | Top Hits / International Hit Parade - Volume 9                           |
| SM 3641            | 27 agosto 1974                                                    | Bruno Venturini                                                        | Antologia napoletana volume 3 - Canzoni celebri dal 1888 al 1945         |
| SM 3642            | 27 agosto 1974                                                    | Bruno Venturini                                                        | La canzone napoletana: L'ammore                                          |
| SM 3643            | 29 agosto 1974                                                    | Bruno Venturini                                                        | La canzone napoletana: I ricordi                                         |
| SM 3644            | 28 agosto 1974                                                    | Bruno Venturini                                                        | La canzone napoletana: Napoli camorrista                                 |
| SM 3645            | 1974                                                              | Ike & Tina Turner                                                      | On stage - Volume 1                                                      |
| SM 3694            | 1974                                                              | Alberto Baldan Bembo                                                   | The Soul of Alì Ben Djamballa                                            |
| SM 3646            | 1974                                                              | Little Richard                                                         | At his best (2 LP)                                                       |
| SM 3712            | 1974                                                              | Ray Charles                                                            | Ray Charles Anni 50 - 60: Volume 1                                       |
| SM 3717            | 1974                                                              | Miles Davis                                                            | Miles Davis                                                              |
| SM 3718            | 1974                                                              | Erroll Garner                                                          | Erroll Garner - Volume 1                                                 |
| SM 3719            | 1974                                                              | Erroll Garner                                                          | Erroll Garner - Volume 2                                                 |
| SM 3720            | 1974                                                              | Ike & Tina Turner                                                      | We call it Soul - Volume 3                                               |
| SM 3721            | 1974                                                              | Led Zeppelin                                                           | Led Zeppelin                                                             |
| SM 3724            | 1974                                                              | Artisti vari                                                           | Roba da Orsi                                                             |
| SM 3726            | 1974                                                              | B.B. King                                                              | The B.B. King story - vol. 1                                             |
| SM 3727            | 1974                                                              | B.B. King                                                              | The B.B. King story - vol. 2                                             |
| SM 3728            | 1974 - ristampa 1981                                              | Bob Dylan                                                              | A rare batch of Little White Wonder - volume 2                           |
| SM 3729            | 1975                                                              | Ray Charles                                                            | Ray Charles Anni 50 - 60: Volume 2                                       |
| SM 3730            | 1974                                                              | Donovan                                                                | Donovan                                                                  |
| SM 3731            | 1974                                                              | Artisti vari                                                           | Hit Parade volume 12                                                     |
| SM 3732            | 1974                                                              | Artisti vari                                                           | Hit Parade volume 13                                                     |
| SM 3742            | 1975                                                              | Louis Armstrong                                                        | Louis Armstrong: Vol. 1 1927                                             |
| SM 3743            | 1975                                                              | Louis Armstrong                                                        | Louis Armstrong and His Hot Seven: Vol. 2 1927 Potato Head Blues         |
| SM 3744            | 1975                                                              | Louis Armstrong                                                        | Louis Armstrong: Vol. 3 1927                                             |
| SM 3745            | 1975                                                              | Louis Armstrong                                                        | Louis Armstron And His Hot Five: Vol. 4 1927 - 1928 Savoy Blues          |
| SM 3746            | 1975                                                              | Louis Armstrong                                                        | Louis Armstrong And His Hot Five: Vol. 5 1928 - West End Blues           |
| SM 3747            | 1975                                                              | Louis Armstrong                                                        | Louis Armstrong and his Orchestra: Vol. 6 1929 - 1930                    |
| SM 3748            | 1975                                                              | Louis Armstrong                                                        | Louis Armstrong and his Orchestra: Vol. 7 1929 - 1930 Rockin'Chair       |
| SM 3749            | 1975                                                              | Louis Armstrong                                                        | Louis Armstrong and his Orchestra: Vol. 8 1929 - 1930 Body and Soul      |
| SM 3750            | 1975                                                              | Louis Armstrong                                                        | Louis Armstrong and his Orchestra: Vol. 9 1931 It's Sleepy Time          |
| SM 3751            | 1975                                                              | Louis Armstrong                                                        | Louis Armstrong and his Orchestra: Vol. 10 1931 - 1932 High Society      |
| SM 3752            | 1975                                                              | Louis Armstrong                                                        | Louis Armstrong and his Orchestra: Vol. 11 1932 - 1933 High Society      |
| SM 3753            | 1975                                                              | Louis Armstrong                                                        | Louis Armstrong and his Orchestra: Vol. 12 1933 Mahogany Hall Stomp      |
| SM 3771            | 1975                                                              | John Blackinsell Orchestra & Singers                                   | International Hit Parade volume 16                                       |
| SM 3773            | 1975                                                              | Autori vari                                                            | Roma                                                                     |
| SM 3776            | 1975                                                              | Autori vari                                                            | Hit Parade volume 18                                                     |
| SM 3778            | 1975                                                              | George Saxon                                                           | A Saxophone around the world - 9ª Raccolta                               |
| SM 3780            | 1975                                                              | Bob Dylan                                                              | A rare batch of Little White Wonder - volume 3                           |
| SM 3783            | 1975                                                              | John Lee Hooker                                                        | John Lee Hooker - Hobo Blues                                             |
| SM 3783            | 1975                                                              | John Lee Hooker                                                        | John Lee Hooker - Original Folk Blues copertina diversa                  |
| SM 3784            | 1975                                                              | Dizzy Gillespie, Charles Mingus, Charlie Parker, Max Roach, Bud Powell | Gillespie, Mingus, Parker, Roach, Powell                                 |
| SM 3785            | 1975                                                              | The Modern Jazz Quartet                                                | at Birdland                                                              |
| SM 3793            | 1975                                                              | Autori vari                                                            | Hit Parade volume 23                                                     |
| SM 3794            | 1975                                                              | George Saxon                                                           | A Saxophone around the world - 10ª Raccolta                              |
| SM 3796            | 1975                                                              | Autori vari                                                            | Hit Parade volume 24                                                     |
| SM 3803            | 1975                                                              | Harry Belafonte                                                        | Harry Belafonte                                                          |
| SM 3804            | 1975                                                              | Dave Brubeck                                                           | Dave Brubeck                                                             |
| SM 3805            | 1976                                                              | Autori vari                                                            | Top '76                                                                  |
| SM 3808            | 1975                                                              | Joe King Oliver                                                        | Joe King Oliver record story in chronological order 1926 - 1931 vol. 1   |
| SM 3809            | 1975                                                              | Joe King Oliver                                                        | Joe King Oliver record story in chronological order 1926 - 1931 vol. 2   |
| SM 3810            | 1975                                                              | Joe King Oliver                                                        | Joe King Oliver record story in chronological order 1926 - 1931 vol. 3   |
| SM 3811            | 1975                                                              | Joe King Oliver                                                        | Joe King Oliver record story in chronological order 1926 - 1931 vol. 4   |
| SM 3812            | 1975                                                              | Joe King Oliver                                                        | Joe King Oliver record story in chronological order 1926 - 1931 vol. 5   |
| SM 3815            | 1976                                                              | Autori vari                                                            | Superclassifica delle Discoteche - Volume 1                              |
| SM 3817            | 1976                                                              | Autori vari                                                            | Due romantiche chitarre                                                  |
| SM 3819            | 1976                                                              | George Saxon                                                           | A Saxophone around the world - 11ª Raccolta                              |
| SM 3834            | 1977                                                              | Autori vari                                                            | Hit Parade volume 30                                                     |
| SM 3849            | 1977                                                              | Autori vari                                                            | Hit Parade volume 32                                                     |
| SM 3850            | 1977                                                              | Autori vari                                                            | Hit Parade volume 33                                                     |
| SM 3862            | 1980                                                              | Nat King Cole                                                          | Nat King Cole - Mona Lisa volume 3                                       |
| SM 3863            | 1980                                                              | Louis Armstrong and his All-Stars                                      | Louis Armstrong and his All-Stars                                        |
| SM 3864            | 1980                                                              | Louis Armstrong                                                        | In East Europe                                                           |
| SM 3866            | 1980                                                              | Charlie Parker                                                         | Charlie Parker Quartet, Quintet, Septet - volume 1                       |
| SM 3867            | 1980                                                              | Charlie Parker                                                         | Charlie Parker All Stars Quintet & Septet - volume 2                     |
| SM 3868            | 1980                                                              | Charlie Parker                                                         | Charlie Parker Quintet, Septet - volume 3                                |
| SM 3869            | 1981                                                              | Bill Haley & his Comets                                                | Rock Around the Clock                                                    |
| SM 3870            | 1981                                                              | Benny Goodman                                                          | Benny Goodman Big Band 1936 - 1938                                       |
| SM 3871            | 1981                                                              | Ray Charles                                                            | Rockin' with Ray Charles                                                 |
| SM 3873            | 1981                                                              | Louis Armstrong                                                        | Louis Armstrong & Jack Teagarden                                         |
| SM 3881            | 1981                                                              | Little Richard                                                         | At his wildest - Volume 1                                                |
| SM 3891            | 1981                                                              | Adriano Celentano                                                      | I ragazzi dei Juke Box - Volume 3                                        |
| SM 3892            | 1981                                                              | Adriano Celentano                                                      | Impazzivo per te - Volume 4                                              |
| SM 3896            | 1981                                                              | Fats Domino                                                            | Fats Domino - Volume 2                                                   |
| SM 3903            | 1981                                                              | Artisti Vari                                                           | The greatest Boogie Woogie performances (History of Jazz)                |
| SM 3907            | 1981                                                              | Earl Hines with Wallace Devenport & Orange Kellin                      | Earl Hines in New York - Volume 1 (History of Jazz)                      |
| SM 3910            | 1981                                                              | Chet Baker                                                             | Chet Baker Sextete & Quartet                                             |
| SM 3911            | 1981                                                              | Erroll Garner                                                          | Erroll Garner Quartet                                                    |
| SM 3912            | 1981                                                              | Jimi Hendrix & Lonnie Youngblood                                       | Jimi Hendrix & Lonnie Youngblood - volume 6                              |
| SM 3914            | 1981                                                              | Doris Day                                                              | Doris Day - Secret Love                                                  |
| SM 3919            | 1981                                                              | Ray Charles                                                            | Ray Charles Georgia on my mind                                           |
| SM 3930            | 1981                                                              | Bing Crosby & Nat King Cole                                            | Bing Crosby & Nat King Cole - White Cristmas                             |
| SM 3947            | 1982                                                              | Autori Vari                                                            | Il Blues volume 1 - The Legend                                           |
| SM 3948            | 1982                                                              | Autori Vari                                                            | Il Blues volume 2 - The Legend                                           |
| SM 3949            | 1982                                                              | Autori Vari                                                            | Il Blues volume 3                                                        |
| SM 3950            | 1982                                                              | Autori Vari                                                            | Il Blues volume 4                                                        |
| SM 3951            | 1982                                                              | Autori Vari                                                            | Il Blues volume 5                                                        |
| SM 3952            | 1982                                                              | Autori Vari                                                            | Il Blues volume 6 - Great Vocalists                                      |
| SM 3960            | 1982                                                              | Woody Guthrie with Cisco Houston and Sonny Terry                       | Woody Guthrie - Volume 1                                                 |
| SM 3961            | 1982                                                              | Woody Guthrie with Cisco Houston and Sonny Terry                       | Woody Guthrie - Volume 2                                                 |
| SM 3963            | 1982                                                              | John Lee Hooker                                                        | Wantad Blues - John Lee Hooker Volume 3                                  |
| SM 3964            | 1982                                                              | Leadbelly                                                              | The legend of Leadbelly                                                  |
| SM 3965            | 1982                                                              | Louis Armstrong                                                        | The New Orleans Function                                                 |
| SM 3966            | 1982                                                              | Billie Holiday                                                         | Billie Holiday                                                           |
| SM 3967            | 1982                                                              | Stan Getz                                                              | Stan Getz                                                                |
| SM 3968            | 1982                                                              | Count Basie                                                            | Swingin' the blues vol. 1                                                |
| SM 3969            | 1982                                                              | Count Basie                                                            | Topsy vol. 2                                                             |
| SM 3975            | 1982                                                              | Ella Fitzgerald                                                        | Lady be good - Volume 2                                                  |
| SM 3984            | 1982                                                              | Chuck Berry                                                            | Maybelline - Chuck Berry Volume 2                                        |
| SM 3985            | 1982                                                              | Rod Stewart                                                            | Ridin' High - Rod Stewart Volume 1                                       |
| SM 3986            | 1982                                                              | Rod Stewart                                                            | Back on the street again - Rod Stewart Volume 2                          |
| SM 3987            | 1982                                                              | Marlene Dietrich                                                       | Marlene Dietrich Lola                                                    |
| SM 3988            | 1982                                                              | Johnny Cash                                                            | Johnny Cash I walk the line                                              |
| SM 3990            | 1982                                                              | Howlin' Wolf                                                           | Howlin' Wolf Red Rooster                                                 |
| SM 3991            | 1982                                                              | Baden Powell                                                           | Baden Powell The girl from Ipanema                                       |
| SM 3992            | 1982                                                              | Adriano Celentano                                                      | Adriano Celentano Rock 'n' roll                                          |
| SM 3997            | 1982                                                              | Ástor Piazzolla                                                        | Ástor Piazzolla Adios Nonino                                             |
| SM 3998            | 1982                                                              | Ástor Piazzolla                                                        | Allegro Tangabile - Ástor Piazzolla Volume 2                             |
| SM 4002            |                                                                   |                                                                        | Country originals, vol. 1                                                |
| SM 4031            | 1983                                                              | Orchestra Borghetti                                                    | A chiappe in aria                                                        |
| SM 4051            | 1984                                                              | Nat King Cole                                                          | Nat King Cole - Sweet Lorraine                                           |
| SM 4070            | 1984                                                              | Mario Battaini                                                         | Mario Battaini - Tango argentino                                         |
| SM 4171            | 1978 (seconda ristampa del catalogo Joker)                        | Bruno Venturini                                                        | Antologia napoletana volume 1 - Canzoni celebri dal 1880 al 1934         |
| SM 4172            | 1978 (seconda ristampa del catalogo Joker)                        | Bruno Venturini                                                        | Antologia napoletana volume 2 - Canzoni celebri dal 1839 al 1930         |
| SM 4173            | 1978 (seconda ristampa del catalogo Joker)                        | Bruno Venturini                                                        | Antologia napoletana volume 3 - Canzoni celebri dal 1888 al 1945         |
| SM 4174            | 1978 (prima ristampa del catalogo Joker)                          | Bruno Venturini                                                        | La canzone napoletana: L'ammore                                          |
| SM 4175            | 1978 (seconda ristampa del catalogo Joker)                        | Bruno Venturini                                                        | La canzone napoletana: I ricordi                                         |
| SM 4176            | 1986                                                              | Bruno Venturini                                                        | Malafemmena                                                              |
| SM 4177            | 1986 (seconda ristampa del catalogo UP Superstereo International) | Bruno Venturini                                                        | Le più belle canzoni di Napoli                                           |
| SM 4178            | 1986                                                              | Bruno Venturini                                                        | Zappatore                                                                |
| SM 4208            | 1986                                                              | Luciano Tajoli                                                         | Canzoniere italiano                                                      |
| SM 4209            | 1986                                                              | Luciano Tajoli                                                         | Cocktail all'italiana                                                    |
| SM 4223            | 1987                                                              | Bruno Venturini                                                        | Antologia napoletana volume 4 - Canzoni celebri dall'800 al 900          |
| SM 4224            | 1987                                                              | Bruno Venturini                                                        | Antologia napoletana volume 5 - Canzoni celebri dall'800 al 900          |
| SM 4225            | 1987                                                              | Bruno Venturini                                                        | Celebri tarantelle napoletane - La Tarantella, vol. 1                    |
| SM 4226            | 1987                                                              | Bruno Venturini                                                        | Celebri tarantelle napoletane - La Danza, vol. 2                         |
| SM 4242            | 1987                                                              | Luciano Tajoli                                                         | I più grandi successi                                                    |
| SM 4244            | 1989                                                              | Bruno Venturini                                                        | Bruno Venturini canta la Napoli di Caruso                                |
| SM 4248            | 1989                                                              | Bruno Venturini                                                        | Antologia napoletana volume 6 - Canzoni celebri dal 1930 al 1976         |
| SM 4249            | 1989                                                              | Bruno Venturini                                                        | Antologia napoletana volume 7 - Canzoni celebri dal 1825 al 1967         |
| SM 4268            | 1991                                                              | Bruno Venturini                                                        | Antologia napoletana - volume 8                                          |
| SM 4269            | 1991                                                              | Bruno Venturini                                                        | Antologia napoletana - volume 9                                          |
| SM 4282            | 1991                                                              | Orchestra Spettacolo Franco Bagutti                                    | In mare                                                                  |

### LP - Serie SM lp doppi
| Numero di catalogo | Anno      | Interprete           | Titoli                                                                   |
| ------------------ | --------- | -------------------- | ------------------------------------------------------------------------ |
| SM 1127/2          | 9-09-1966 | Ludwig van Beethoven | Beethoven: Sinfonia nr. 9 in Re minore - Leonore nr. 3 op. 72a Ouverture |
| SM 3766/2          | 1975      | Glenn Miller         | The Swinging Big Bands (1939 1942)                                       |
| SM 3767/2          | 1975      | Jack Elliott         | America                                                                  |
| SM 3806/2          | 1976      | Louis Armstrong      | Louis Armstrong & his All-Stars                                          |
| SM 3843/2          | 1977      | Adriano Celentano    | The best of Adriano Celentano                                            |
| SM 3844/2          | 1977      | Bob Dylan            | A rare batch of Little White Wonder                                      |
| SM 3843/2          | 1977      | Jimi Hendrix         | Jimi Hendrix at his best                                                 |
| SM 3859/2          | 1980      | B.B. King            | The B.B. King story                                                      |
| SM 3897/2          | 1981      | Fats Domino          | Fats Domino                                                              |

### LP - Serie UPS
| Numero di catalogo | Anno | Interprete | Titoli        |
| ------------------ | ---- | ---------- | ------------- |
| UPS-2053-KR        | 1977 | Bill Evans | Autumn Leaves |

### LP - Cofanetti con LP multipli
| Numero di catalogo          | Anno | Interprete     | Titoli                                         |
| --------------------------- | ---- | -------------- | ---------------------------------------------- |
| C66/3 (Joker International) |      | Nat King Cole  | Nat King Cole (3 lp)                           |
|                             |      | Maria Callas   | Arie e Romanze da opere celebri (5 lp)         |
| B4005                       |      | Ray Charles    | Ray Charles                                    |
| B4010                       |      | Andrés Segovia | Andrés Segovia plays Bach                      |
| S5248                       |      | Andrés Segovia | Andrés Segovia plays Bach - Gavotte - Checonne |

### LP - Serie SR
| Numero di catalogo | Anno | Interprete      | Titoli                                                             |
| ------------------ | ---- | --------------- | ------------------------------------------------------------------ |
| SR 7004            | 1985 | Bruno Venturini | L'oro di Napoli - Le più belle canzoni napoletane di tutti i tempi |

### LP - Serie LP
| Numero di catalogo | Anno                               | Interprete    | Titoli                     |
| ------------------ | ---------------------------------- | ------------- | -------------------------- |
| LP 3037            | 1971 (ristampa del catalogo Jolly) | Enzo Jannacci | La Milano di Enzo Jannacci |
| LP 3063            | 1971 (ristampa del catalogo Jolly) | Enzo Jannacci | Enzo Jannacci in teatro    |
| LP 3064            | 1971 (ristampa del catalogo Jolly) | Enzo Jannacci | Sei minuti all'alba        |

### LP - Serie SLP
| Numero di catalogo | Anno | Interprete                    | Titoli                                            |
| ------------------ | ---- | ----------------------------- | ------------------------------------------------- |
| SLP 13             |      | Autori Vari                   | Ouvertures Celebri                                |
| SLP 18             |      | Interpreti Vari               | I Promessi Sposi - Volume 1                       |
| SLP 19             |      | Interpreti Vari               | I Promessi Sposi - Volume 2                       |
| SLP 20             |      | Interpreti Vari               | I Miserabili - Volume 1                           |
| SLP 21             |      | Interpreti Vari               | I Miserabili - Volume 2                           |
| SLP 22             |      | Interpreti Vari               | Cuore - I nove racconti mensili                   |
| SLP 23             |      | Interpreti Vari - Autori Vari | Operette Celebri                                  |
| SLP 24             |      | Interpreti Vari - Autori Vari | Il mondo dell'Operetta                            |
| SLP 29             |      | Albinoni                      | Adagio                                            |
| SLP 49             |      | Interpreti Vari               | Le favole di Fedro                                |
| SLP 54             |      | Interpreti Vari               | Dante Alighieri: Le Rime                          |
| SLP 76             |      | Edgar Allan Poe               | I racconti del terrore interpretati da Ubaldo Lay |
| SLP 68             |      | Autori Vari                   | Anonimo Veneziano                                 |

### Musicassetta - Serie MCS
| Numero di catalogo | Anno | Interprete                    | Titoli                                              |
| ------------------ | ---- | ----------------------------- | --------------------------------------------------- |
| MCS 005            |      | Interpreti Vari - Autori Vari | Musiche Immortali                                   |
| MCS 027            |      | Autori Vari                   | Ouvertures Celebri                                  |
| MCS 028            |      | George Gershwin               | Musiche di Gershwin                                 |
| MCS 029            |      | Interpreti Vari               | J.S.Bach: Toccata e fuga                            |
| MCS 094            |      | Interpreti Vari - Autori Vari | Anonimo Veneziano                                   |
| MCS 095            |      | G.B. Pergolesi                | G.B. Pergolesi: La serva Padrona                    |
| MCS 096            |      | Giuseppe Verdi                | Giuseppe Verdi: Rigoletto                           |
| MCS 097            |      | Giuseppe Verdi                | Giuseppe Verdi: La traviata - Volume 1              |
| MCS 098            |      | Giuseppe Verdi                | Giuseppe Verdi: La traviata - Volume 2              |
| MCS 099            |      | G. Rossini                    | G. Rossini: Il Barbiere di Siviglia                 |
| MCS 100            |      | Giuseppe Verdi                | Giuseppe Verdi: Il trovatore                        |
| MCS 101            |      | Giuseppe Verdi                | Giuseppe Verdi: Nabucco - Volume 1                  |
| MCS 102            |      | Giuseppe Verdi                | Giuseppe Verdi: Nabucco - Volume 2                  |
| MCS 103            |      | Mozart                        | Mozart: Don Giovanni                                |
| MCS 104            |      | Giacomo Puccini               | Giacomo Puccini: Madama Butterfly                   |
| MCS 105            |      | Autori Vari - Esecutori Vari  | L'Opera Lirica - Pagine Immortali                   |
| MCS 106            |      | Autori Vari                   | Beniamino Gigli: Canzoni da Films celebri           |
| MCS 125            |      | Interpreti Vari               | Le favole di Fedro                                  |
| MCS 135            |      | Antonio Vivaldi               | Le quattro stagioni                                 |
| MCS 136            |      | Autori Vari                   | Pianisti celebri: Svistolav Richter                 |
| MCS 137            |      | Autori Vari                   | Violinisti celebri: David Oistrack                  |
| MCS 139            |      | Autori Vari                   | Pianisti celebri: Svistolav Richter                 |
| MCS 140            |      | Esecutori Vari                | E. Grieg: Suite nr. 1 e nr. 2                       |
| MCS 141            |      | Esecutori Vari                | Peter Tschaikowsky: Schiaccianoci - lago dei cigni  |
| MCS 142            |      | George Gershwin               | Porgy and Bess - Concerto per piano e orchestra     |
| MCS 180            |      | Autori Vari - Interpreti Vari | I grandi autori russi                               |
| MCS 181            |      | Autori Vari - Interpreti Vari | I grandi autori francesi                            |
| MCS 182            |      | Autori Vari - Interpreti Vari | Paesaggi Musicali                                   |
| MCS 183            |      | Autori Vari - Interpreti Vari | I grandi maestri dell'ouverture                     |
| MCS 184            |      | Richard Wagner                | I grandi compositori: Wagner                        |
| MCS 185            |      | Autori Vari - Interpreti Vari | Gemme Musicali                                      |
| MCS 186            |      | Autori Vari - Interpreti Vari | Musiche Immortali                                   |
| MCS 187            |      | Interpreti Vari               | Bizet: Carmen - L'Ariesiana                         |
| MCS 188            |      | Interpreti Vari - Autori Vari | Le grandi opere liriche                             |
| MCS 189            |      | Arturo Toscanini              | Arturo Toscanini dirige Beethoven - Sinfonia nr. 7  |
| MCS 190            |      | Autori Vari - Enrico Caruso   | Enrico Caruso: Brani da opere - Volume 1            |
| MCS 191            |      | Autori Vari - Enrico Caruso   | Enrico Caruso: Brani da opere - Volume 2            |
| MCS 192            |      | Autori Vari - Enrico Caruso   | Enrico Caruso: Brani da opere - Volume 3            |
| MCS 194            |      | Autori Vari                   | F. Schaljapin: Brani da opere - Volume 1            |
| MCS 195            |      | Autori Vari                   | F. Schaljapin: Brani da opere - Volume 2            |
| MCS 196            |      | Autori Vari                   | F. Schaljapin: Canzoni e brani da opere - Volume 3  |
| MCS 250            |      | Wolfgang Amadeus Mozart       | Wolfgang Amadeus Mozart: Sinfonia K40 in Sol minore |
| MCS 251            |      | Antonio Vivaldi               | Musiche di Antonio Vivaldi                          |
| MCS 252            |      | Ludwig van Beethoven          | Beethoven: Sinfonia nr. 1                           |
| MCS 253            |      | Ludwig van Beethoven          | Beethoven: Sinfonia nr. 2                           |
| MCS 254            |      | Ludwig van Beethoven          | Beethoven: Sinfonia nr. 3                           |
| MCS 255            |      | Ludwig van Beethoven          | Beethoven: Sinfonia nr. 4                           |
| MCS 256            |      | Ludwig van Beethoven          | Beethoven: Sinfonia nr. 5                           |
| MCS 257            |      | Ludwig van Beethoven          | Beethoven: Sinfonia nr. 6                           |
| MCS 258            |      | Ludwig van Beethoven          | Beethoven: Sinfonia nr. 7                           |
| MCS 259            |      | Ludwig van Beethoven          | Beethoven: Sinfonia nr. 8                           |
| MCS 260            |      | Ludwig van Beethoven          | Beethoven: Sinfonia nr. 9                           |
| MCS 261            |      | Brahms                        | Brahms: Sinfonia nr. 1                              |
| MCS 262            |      | Fryderyk Chopin               | Fryderyk Chopin                                     |
| MCS 263            |      | Franz Schubert                | Schubert                                            |
| MCS 264            |      | Interpreti Vari - Autori Vari | Il violino virtuoso                                 |
| MCS 265            |      | Giuseppe Verdi                | Giuseppe Verdi: Requiem                             |
| MCS 266            |      | Johann Sebastian Bach         | Concerti brandeburghesi - Volume 1                  |
| MCS 267            |      | Johann Sebastian Bach         | Concerti brandeburghesi - Volume 2                  |
| MCS 268            |      | Johann Sebastian Bach         | Concerti brandeburghesi - Volume 3                  |
| MCS 266            |      | Rimskij-Korsakov              | Rimskij-Korsakov: Scherazade                        |
| MCS 273            |      | Interpreti Vari               | Dante Alighieri: Le Rime                            |
| MCS 274            |      | Interpreti Vari               | Cuore - Volume 1                                    |
| MCS 275            |      | Interpreti Vari               | Cuore - Volume 2                                    |
| MCS 276            |      | Interpreti Vari               | Cuore - Volume 3                                    |
| MCS 280            |      | Interpreti Vari               | Cuore - I nove racconti mensili                     |

### 45 giri
| Numero di catalogo | Anno    | Interprete           | Titoli                                        |
| ------------------ | ------- | -------------------- | --------------------------------------------- |
| M 7000             | 1967    | Dave Anthony's Moods | My Baby/Fading Away                           |
| M 7003             | 10-1967 | The Casuals          | Massachusetts/Jennifer Browne                 |
| M 7007             | 1968    | The Casuals          | Adios amor/Dolce valle                        |
| M 7010             | 1968    | Andee Silver         | Un attimo/Non c'è domani                      |
| M 7013             | 1968    | The Casuals          | Jezamine/Amore, sto dicendo a te!             |
| M 7018             | 1969    | The Casuals          | Seven Time Seven/Hey Hey Hey                  |
| M 7019             | 1969    | The Casuals          | Alla fine della strada/Non è il violino       |
| M 7022             | 1969    | Berry Window         | Mendocino/Yellow bird                         |
| M 7023             | 03-1969 | Jackie Lynton        | The Ballad Of Hank McCain / Did You Ever Hear |
| M 7027             | 1969    | Berry Window         | Ragazzina, ragazzina/Canarino                 |
| M 7034             | 1969    | The Casuals          | Domani domani/Tomorrow's Dream                |
| M 7041             | 1969    | Shocking Blue        | Venus/Hot sand                                |
| M 7043             | 1969    | Il Gatto             | Non ti diro mai più di si/Basta un'ora        |
| M 7047             | 1969    | I Freddie's          | The Comedy Is Over Now/Heya                   |
| M 7049             | 1970    | George Baker         | Little Green Bag/Pretty Little Dreamer        |
| M 7058             | 1970    | Jimmy                | Let me/A way to play                          |
| M 7062             | 1970    | Remo & Josie         | Ora che sei qui/Love grows                    |
| M 7091             | 1971    | Remo & Josie         | In this world we live in/Apples grow on trees |
| M 7092             | 1971    | Tony Cucchiara       | Vola cuore mio/Un amore sbagliato             |
| M 7095             | 1971    | Luciano Beretta      | La Tiziana/Chi siamo                          |
| M 7096             | 1971    | Danyel Gerard        | Butterfly/Qui je suis                         |
| M 7111             | 1972    | Apollo 100           | Joy/Exercise in A minor                       |
| M 7112             | 1972    | Goffredo Canarini    | La ragazza sola/Bandito                       |
| M 7120             | 1972    | Goffredo Canarini    | ...e mi piaceva/Oh, come vorrei               |
| M 7121             | 1972    | Tony Cucchiara       | Malinconia/La storia di Marta                 |
| M 7143             | 1973    | The Lovelets         | Slow love/Tango of a summer night             |
| M 7162             | 1973    | Alberto Anelli       | Dimmi di no/Aiuto ti amo                      |
| M 7163             | 1973    | Tony Cucchiara       | L'amore dove sta/Molly May                    |
| M 7171             | 1974    | Erba Verde           | New York/Libera l'anima al vento              |
| M 7172             | 1974    | Alberto Anelli       | Segreto/Mi manchi tu                          |
| M 7187             | 1975    | Miro                 | Ma l'amore dov'è?/La strega                   |
| M 7189             | 1975    | Miro                 | Nella mente casa mia/Mondo mondo porta via    |
| M 7190             | 1975    | Flashmen             | Piccolo amore/La stagione dei fiori           |
| M 7194             | 06-1975 | Eddy Cabano          | The house of the rising sun/On the road       |
| M 7295             | 1975    | Donatella Moretti    | Una danza/Pedina                              |